# Friuli-Venezia Giulia
Il Friuli-Venezia Giulia (AFI: /friˈuli veˈnɛtʦja ˈʤulja/; Friûl-Vignesie Julie in friulano, Furlanija-Julijska krajina in sloveno, Friaul-Julisch Venetien in tedesco, Friul-Venesia Iułia in veneto, in sigla F-VG, FVG o in friulano F-VJ) è una regione italiana a statuto speciale dell'Italia nord-orientale di 1 193 671 abitanti, con capoluogo Trieste, composta da due regioni geografiche con caratteristiche storico-culturali diverse: la regione storico-geografica del Friuli, che comprende gli ambiti provinciali di Pordenone, Udine e Gorizia, e la Venezia Giulia, che comprende (sovrapponendosi in parte) quelli di Trieste e di Gorizia; quest'ultima accezione, assieme alla Venezia Euganea e alla Venezia Tridentina, forma la regione di concezione ottocentesca delle Tre Venezie o Triveneto.

## Geografia fisica
Il Friuli-Venezia Giulia occupa l'estremità nord-orientale del territorio italiano e ha una superficie di 7845 km². Il territorio regionale è composto dalla regione storico-geografica del Friuli, che costituisce la larghissima maggioranza della sua superficie, e dalla parte di Venezia Giulia rimasta all'Italia dopo la seconda guerra mondiale: la demarcazione tra le due regioni storico-geografiche è costituita dalla foce del fiume Timavo, presso San Giovanni di Duino, al confine delle ex province di Gorizia e Trieste. La regione confina:
- a nord con l'Austria (Carinzia - Distretto di Hermagor e Distretto di Villach-Land);
- a est con la Slovenia (Alta Carniola, Goriziano sloveno, Litorale-Carso);
- a ovest con il Veneto (Bellunese, Veneto Orientale);
- a sud con il mare Adriatico (Alto Adriatico).

### Geomorfologia
Morfologicamente la regione può essere suddivisa in 5 regioni naturali:
- alpina (Alpi Carniche e Alpi Giulie);
- prealpina (Prealpi Carniche e Prealpi Giulie);
- collinare (Friuli Collinare, Colli Orientali, Collio);
- pianeggiante (pianura friulana);
- costiera (alto Adriatico).

### Orografia

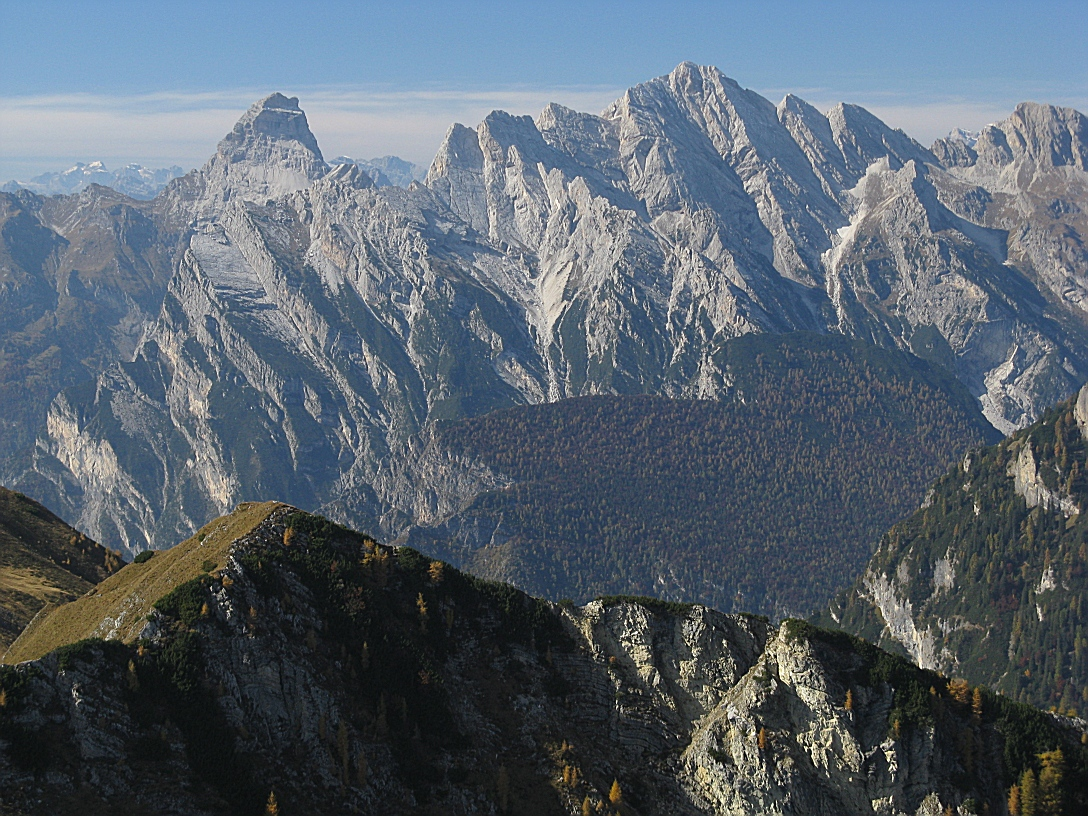
Cima dei Preti (Prealpi Carniche)

Tutta la parte settentrionale del Friuli-Venezia Giulia è costituita da territorio montano, solcato da vallate in corrispondenza di corsi d'acqua come il Tagliamento e il Fella. La parte ad ovest del Fella, che comprende le Alpi e le Prealpi Carniche, separate dall'alto corso del Tagliamento, viene chiamata Carnia. I rilievi più importanti, da occidente ad oriente, sono tra le Dolomiti Bellunesi, il Monte Cavallo (2 251 m) e il Col Nudo (2 472 m), tra le Dolomiti friulane (appartenenti alle Prealpi Carniche) la Cima dei Preti (2703 m), il Monte Duranno (2652 m) e la Cridola (2580 m); tra le Alpi Carniche il Monte Coglians (che con i suoi 2780 m è la quota massima della regione), la Creta delle Chianevate (2769 m) e il Monte Peralba (2691 m); tra le Alpi e Prealpi Giulie separate dalle Alpi Carniche dal cosiddetto Canal del Ferro italiane, lo Jôf di Montasio (2754 m), il Mangart (2677 m), lo Jôf Fuârt (2666 m) e il Monte Canin (2587 m), che domina la pianura. A sud delle Prealpi Giulie è posto invece l'altopiano del Carso che si spinge a sud fin quasi all'Alto Adriatico.

#### Passi alpini, prealpini e di frontiera
I passi alpini si trovano appena finisce un rilievo. Ma i passi del Friuli-Venezia Giulia sono anonimi, ossia non hanno nome proprio. I passi principali sono:
- Passo di Sant'Osvaldo
- Forcella di Monte Rest
- Sella Chiampon
- Sella Chianzutan
- Passo Mauria
- Passo del Pura
- Sella di Rioda
- Forcella Lavardet
- Cima Sappada
- Sella Valcalda
- Sella di Monte Zoncolan
- Forcella Moraret
- Passo di Monte Croce Carnico
- Passo di Pramosio
- Passo Duron
- Passo del Cason di Lanza
- Passo di Pramollo
- Sella di Cereschiatis
- Valico di Sella Nevea
- Sella di Camporosso
- Valico di Coccau
- Valico di Fusine
- Passo Giramondo
- Passo del Predil
- Sella Carnizza
- Passo di Tanamea
- Valico di Basovizza
- Valico di Caresana
- Valico di Devetachi
- Valico di Fernetti
- Valico di Jamiano
- Valico di Merna
- Valico di Monrupino
- Valico di Noghere
- Valico di Pesek
- Valico di Prebenico
- Valico di Rabuiese
- Valico di San Bartolomeo
- Valico di San Pelagio

#### Colline

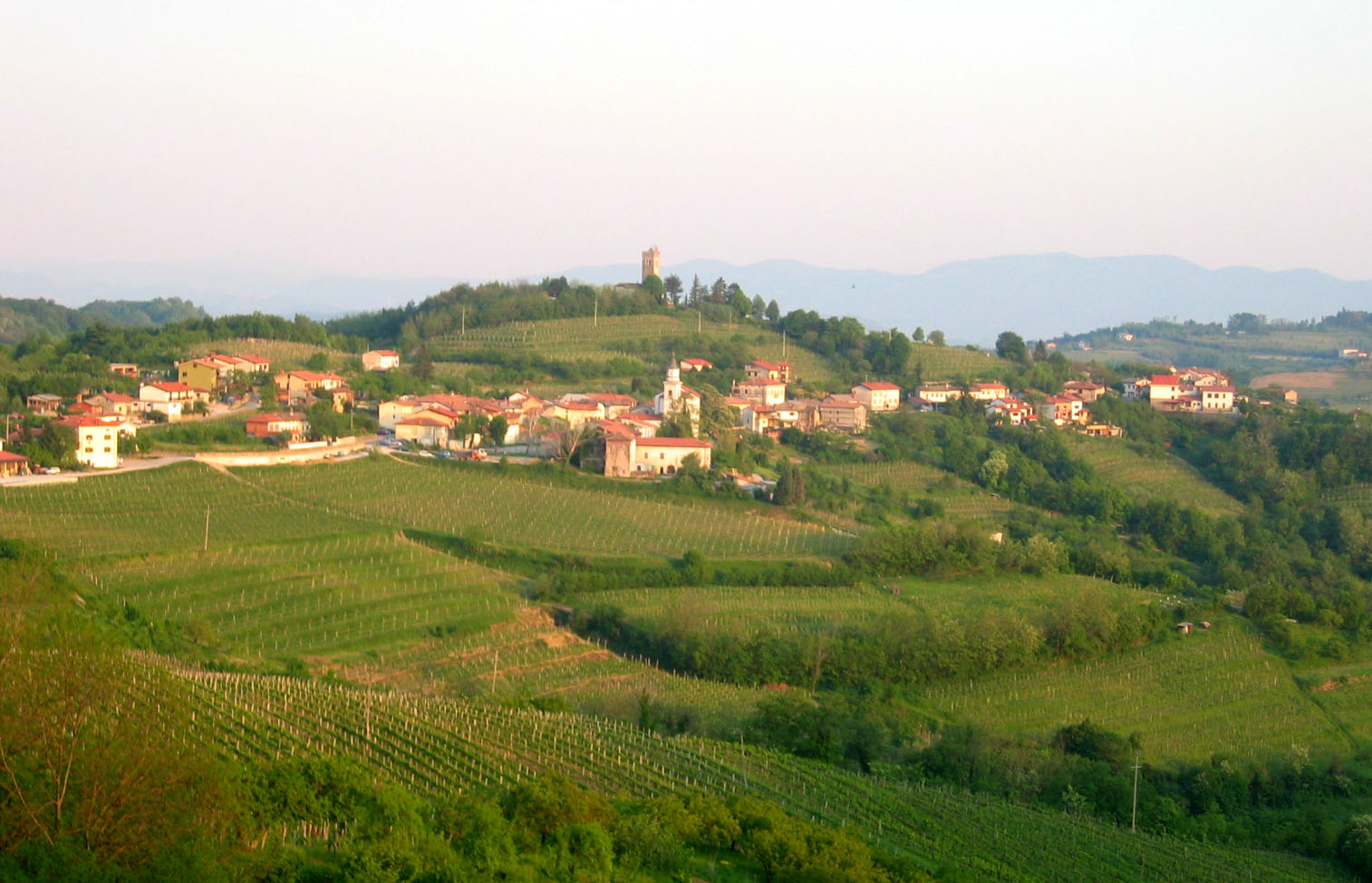
La zona del Collio

L'area collinare è situata a sud di quella montana e lungo la parte centrale del confine con la Slovenia. Il principale prodotto del settore agricolo in questa zona è il vino, la cui qualità, soprattutto la qualità bianca, è conosciuta in tutto il mondo (verduzzo friulano, ramandolo, picolit, terrano, vitovska). La parte più orientale della zona collinare è anche conosciuta come Slavia friulana, il cui nome ricorda le terre in cui dal VII secolo d.C. si erano insediate genti di origini slave.

#### Pianure centrali

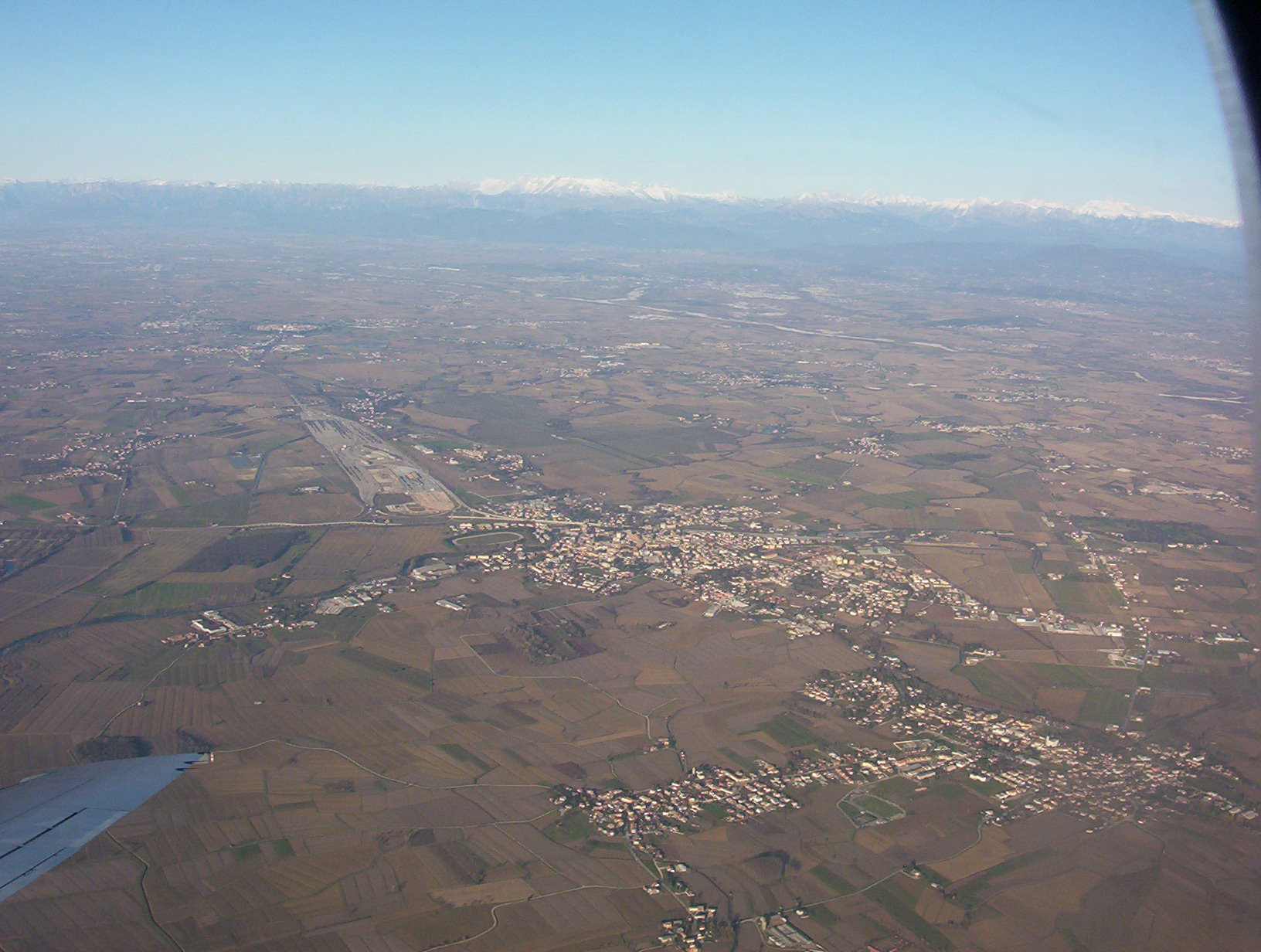
La Bassa Friulana all'altezza di Cervignano del Friuli

L'area pianeggiante che dalle colline arriva fino al mare Adriatico fa parte della cosiddetta pianura friulana, appartenente alla pianura veneto-friulana, ed è usualmente distinta in alta e bassa friulana. L'area è formata da un'alta pianura, situata a nord, con suoli formati da depositi fluviali grossolani e permeabili, e da una bassa pianura, a sud, con suoli formati da depositi fluviali fini e impermeabili. Tra le due si allunga, da nord/ovest a sud/est, la fascia delle risorgive, dove le falde acquifere sotterranee, provenienti da monte, affiorano in superficie dando vita a numerosi corsi d'acqua, detti per l'appunto "di risorgiva".
Nella bassa pianura il paesaggio è quello delle pianure irrigue, mentre nell'alta pianura il paesaggio è quello delle praterie aride dette magredi (magrêts o marsuris in lingua friulana), anche se negli ultimi decenni queste terre sono state messe a coltura ricorrendo a moderni ed efficaci sistemi di irrigazione. Gran parte della pianura friulana è ora adibita ad uso agricolo intensivo (mais e soia) e all'allevamento intensivo.
L'alta pianura friulana ha caratteristiche diverse nelle sue sezioni orientale e occidentale, separate dal corso del fiume Tagliamento. La seconda, percorsa dagli ampi greti ghiaiosi dei torrenti Cellina e Meduna, è spiccatamente più arida della prima. Le diverse caratteristiche dell'alta e della bassa pianura ne condizionano il popolamento: mentre nella prima gli insediamenti umani sono discontinui, nella seconda essi sono diffusi nel territorio e danno vita a conurbazioni. La maggior parte delle attività agricole della regione sono concentrate in questa zona.

#### Coste

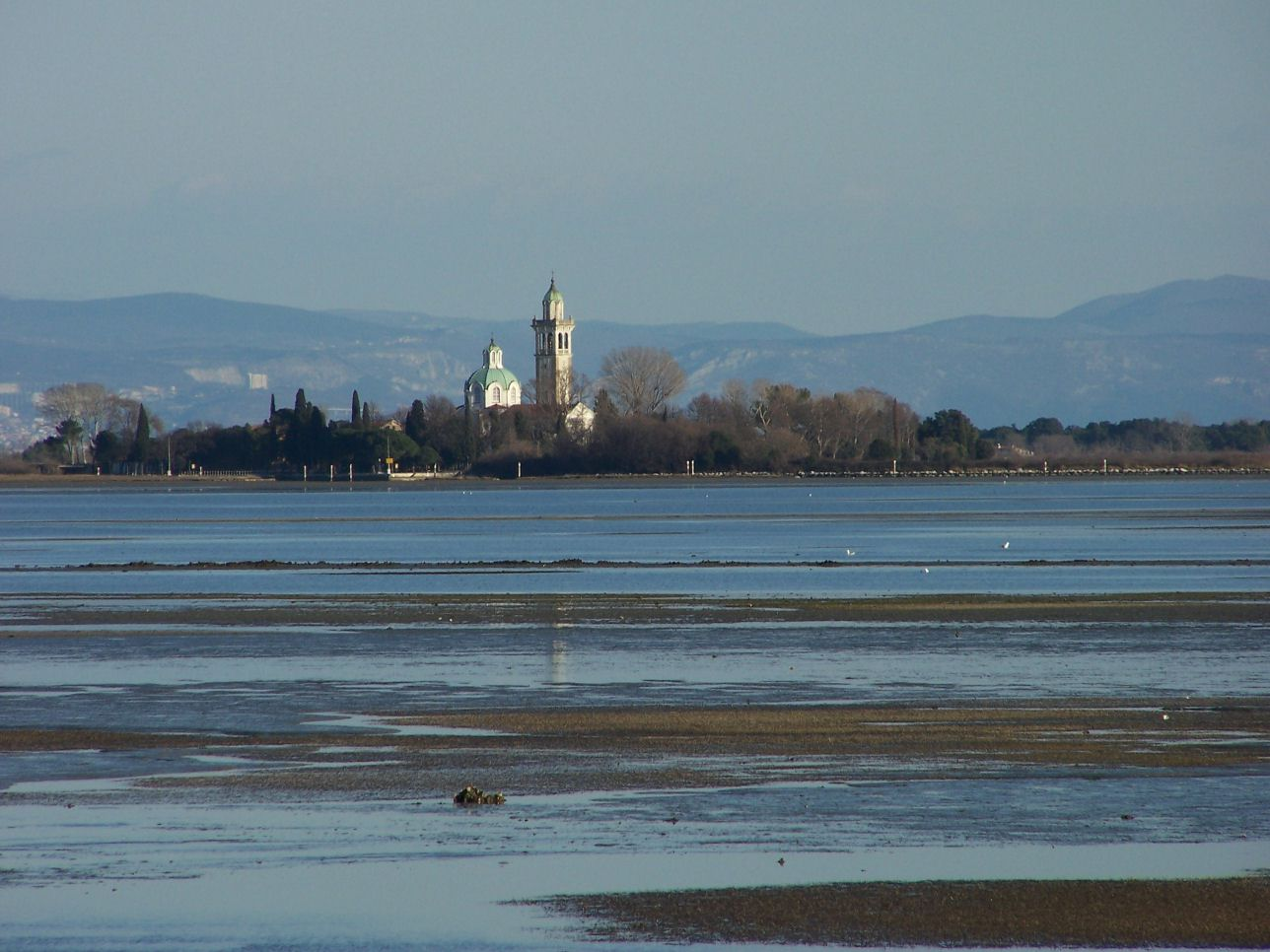
Laguna di Grado

Area che può essere ulteriormente suddivisa in due sottoaree, l'occidentale e centrale (in corrispondenza del Friuli) e quella orientale (Venezia Giulia), separate dalla foce del fiume Timavo. A ovest di questa la costa è bassa e sabbiosa con ampie lagune (laguna di Grado, Laguna di Marano e Riserva Naturale della Foce dell'Isonzo) oltre a famose località balneari quali Grado e Lignano Sabbiadoro. A est la costa è rocciosa dove l'altopiano carsico incontra l'Adriatico, fino al confine con la Slovenia. Sul finire della provincia di Gorizia e tutta quella di Trieste vi è infatti una porzione del Carso, caratterizzato da notevoli fenomeni geologici quali doline, numerose grotte (tra cui la Grotta Gigante) e fiumi sotterranei come il Timavo. I modesti rilievi del Carso italiano raggiungono la massima quota nei 672 m s.l.m. del Monte Cocusso, che segna il confine nazionale.

### Idrografia

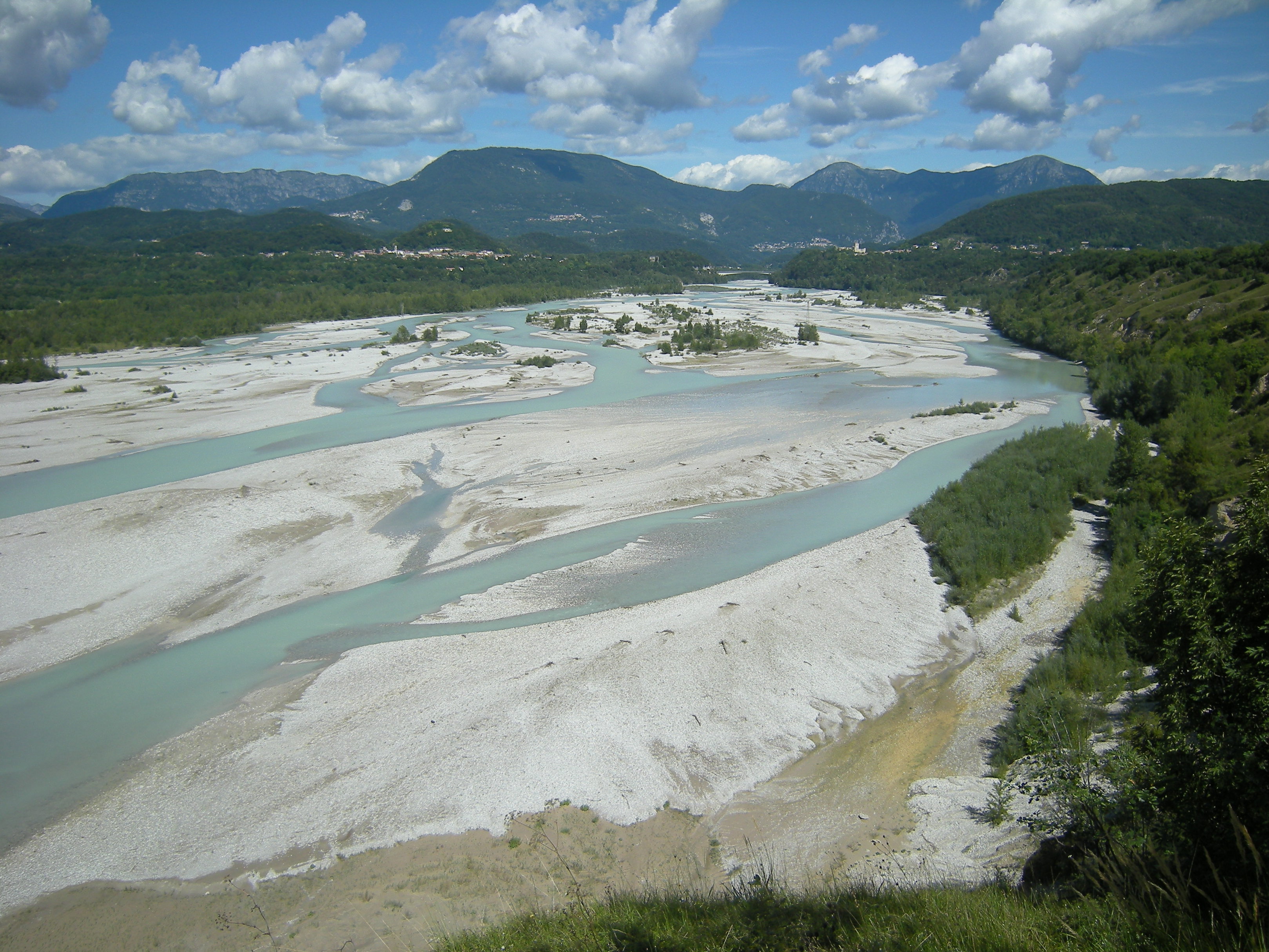
Il letto del fiume Tagliamento

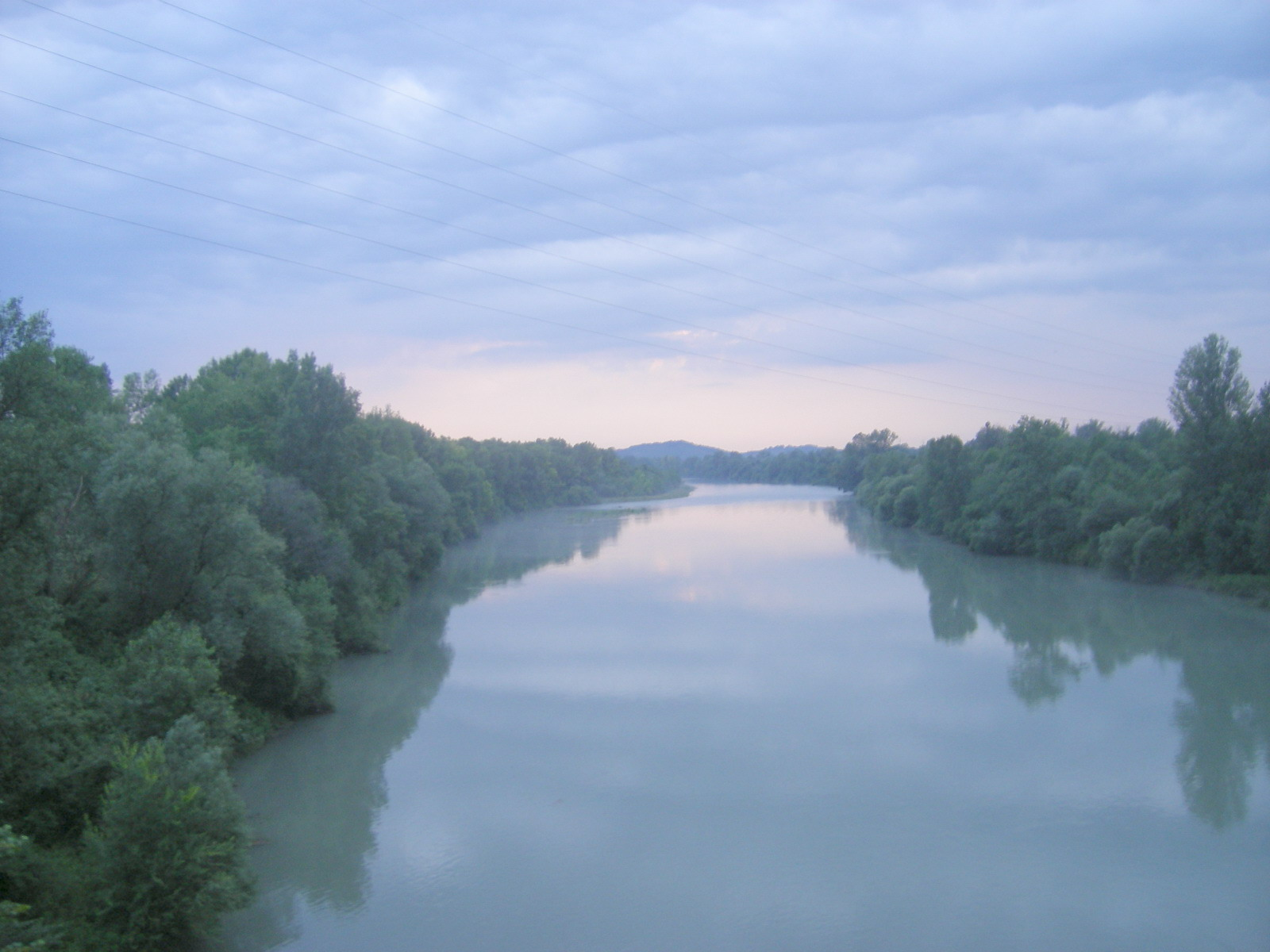
Il fiume Isonzo a Gorizia

La regione possiede importanti fiumi come il Tagliamento che scorre dalla Carnia fino all'Adriatico sfociando tra Lignano Sabbiadoro e Bibione. Altro fiume importante della regione è l'Isonzo che nasce dalle Alpi Giulie e scorre fino al mare, sono presenti inoltre: il Livenza, il Torre, lo Stella, il Natisone, lo Judrio, il Timavo, il Cormor, il Fella il Degano ed il Piave. Le Prealpi carniche sono inoltre segnate da numerosi torrenti tra cui il Meduna e il Cellina che scendono verso la pianura friulana, mentre la zona pianeggiante è solcata da canali ad uso irrigativo-agricolo. I laghi più importanti della regione, tutti di piccole/medie dimensioni e posti in territori montani, sono:
- Lago di Cavazzo
- Lago del Predil
- Lago di Barcis
- Lago di Sauris
- Lago di Redona (chiamato anche Lago di Tramonti)
- Lago di Doberdò
- Lago di Ravedis
- Lago di Ragogna
- Lago del Vajont
- Lago di Cà Zul
- Lago di Cà Selva
- Lago di Cornino
- Laghi di Fusine
- Lago di Verzegnis
- Lago di Pramollo
- Lago di Bordaglia
- Lago Volaia
- Lago Avostanis

### Geologia
Buona parte del Friuli collinare e montuoso è classificato come zona a rischio sismico moderato o elevato per la presenza di un sistema di faglie attive. Di rilevanza storica è stato il Terremoto del Friuli del 1976.

### Clima
Il clima del Friuli-Venezia Giulia va dal clima mediterraneo delle zone costiere, a un clima temperato umido nelle pianure e nelle zone collinari, fino al clima alpino delle montagne. La temperatura annuale media di Trieste (dati 1994-2020) è di 15,9 °C, mentre quella della pianura va dai 13,5 ai 14,5 °C. La zona della regione più mite è quella litoranea presso Trieste, sia per l'influenza del mare più profondo, sia per la parziale protezione dell'altopiano carsico. Questo tratto di costa gode di un clima tra i più secchi d'Italia e, specie nelle minime, risulta quasi sempre sensibilmente più mite del resto della regione, contando in media (1994/2020) solo cinque minime sottozero (in genere di pochi decimi o di −1 o −2 °C) all'anno contro le 60 e oltre minime (che possono arrivare fino ai −10 °C e oltre) di alcune zone della pianura.
Sulla costa i venti principali sono la Bora da E-NE e lo Scirocco da Sud, che si alternano nel corso dell'inverno, mentre il Maestrale da O e le brezze predominano in estate. La zona della costiera triestina tra Sistiana e Miramare è riparata dal vento di Bora grazie al ciglione carsico sovrastante, mentre vi risultano esposte Trieste, il resto della costa, la bassa pianura, il cividalese e parzialmente la pianura da Palmanova a Gemona, zone sulle quali il vento nordorientale penetra sfruttando varie valli laterali delle Alpi Giulie. La montagna friulana ha un clima più rigido e piovoso e i livelli altimetrici delle nevicate e della vegetazione sono più bassi che nel resto delle Alpi.

## Ambiente

### Flora
Il manto vegetale del Friuli-Venezia Giulia risulta ampiamente modificato, rispetto alla sua conformazione originaria, dall'intervento umano. Determinante, a questo proposito, fu il disboscamento radicale cui la Regione fu soggetta in età moderna (XV-XVIII secolo) e che alterò profondamente, sotto il profilo naturalistico, quasi tutta la fascia pianeggiante meridionale e, in parte, anche quella collinare centrale e pedemontana. Le zone litoranee (soprattutto lagunari) ed alpine sono quelle maggiormente incontaminate, nonostante alcune di esse siano meta di consistenti flussi turistici (Grado e Lignano Sabbiadoro sulla costa, Tarvisio e il Tarvisiano, Forni di Sopra, Ravascletto e Arta Terme nelle Alpi).
Il territorio friulano presenta una gran varietà di specie vegetali (oltre 3 000) molte delle quali proprie della zona, e si suddivide, sotto il profilo naturalistico, in cinque grandi sub-regioni.
- La zona lagunare adriatica, particolarmente suggestiva e caratterizzata da bacini salmastri, paludi e aggregati insulari. La vegetazione predominante è di tipo arbustivo o erbaceo, anche se non sono rare le pinete, talvolta anche di dimensioni considerevoli. In questa microregione è presente anche una rarissima specie vegetale: l'apocino veneto (Apocynum venetum).
- La zona pianeggiante litoranea (o Bassa friulana) e sub-litoranea coltivata intensivamente (a mais in particolare) e poco alberata (pioppi, carpini e frassini le specie più diffuse) perché soggetta in età moderna a un disboscamento di ampie proporzioni. Lungo la fascia delle risorgive vegeta la famosa Erucastrum palustre, pianta endemica e a forte rischio di estinzione. Anche alcune specie di tipo mediterraneo sono presenti, in numero limitato, sul territorio, fra cui il leccio.
- La zona dei magredi nell'alta pianura del Friuli occidentale, caratterizzata da vaste praterie aride e cespugliose. In questi luoghi cresce la Brassica glabrescens che a livello mondiale è esclusiva di queste zone. Troviamo anche la Crambe tataria diffusa nelle steppe dell'Europa orientale e dell'Asia centrale, ma in Italia presente solamente nei magredi friulani.
- La zona collinare e prealpina centrale, dalla gran varietà di fiori e di specie vegetali tipiche sia dell'area padana che europea centro-orientale. La superficie boschiva, non molto estesa, è ricca di querceti e di betullacee (carpini in particolare), ma anche di tigli, di olmi e di aceri.
- La zona alpina, contraddistinta, alle quote più basse, da boschi di larici e da abetaie. A partire da una certa altezza (1 700 - 1 800 metri circa) si impongono invece gli ontani e le boscaglie di montagna. Fra le specie vegetali tipiche di tali boscaglie vanno segnalati i rododendri, originari delle Alpi Orientali, e i mirtilli. Nel Tarvisiano è presente anche la rarissima Wulfenia.

### Fauna
Dal punto di vista faunistico il Friuli-Venezia Giulia può essere diviso in tre zone.

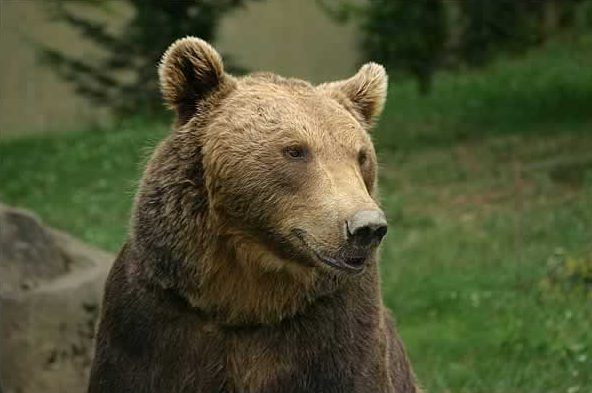
Ursus arctos

- L'area alpina, caratterizzata dalla presenza di orsi, linci europee (queste due prime specie sono ricomparse alla fine del XX secolo, provenienti dalla vicina Slovenia), lupi, gatti selvatici, stambecchi (reintrodotti nel XX secolo), cervi, caprioli, camosci, tassi, galli forcelli, francolini di monte, ermellini e marmotte. Negli ultimi anni si è assistito ad un arrivo di consistenti popolazioni di sciacalli dorati, stabilitisi prevalentemente a quote basse sul carso e sulle alpi giulie, ma non sono mancati avvistamenti sulle Alpi Carniche e sulle Dolomiti Friulane. Sono inoltre presenti falconiformi come la poiana, il falco e l'aquila reale. Tra i rettili si segnalano l'aspide meglio conosciuta come vipera comune, il marasso, la vipera dal corno. Nei rilievi friulani e in alta collina non sono rare due specie di anfibi diffuse anche in molte altre zone dell'arco alpino: il tritone alpestre e la salamandra alpina. Numerose sono infine le specie ittiche d'acqua dolce presenti nei ruscelli di montagna e nella zona pedemontana: fra queste predominano le trote, le tinche e i barbi. Il lupo è ritornato nella regione a partire dagli ultimi anni, con presenze sporadiche. Nel 2018, tuttavia, è stata accertata la prima riproduzione di lupi nella regione dopo circa 90 anni.[10]
- L'area della collina e della pianura, fortemente antropizzata, nella quale spicca la presenza di lepri, volpi, fagiani e cinghiali. Fra le specie ittiche di pianura sono numerose, oltre alle specie che popolano i ruscelli e i bacini lacustri di montagna, anche le carpe (rare sui rilievi più alti) e la trota marmorata.
- La zona della laguna, che si caratterizza per essere tappa di numerose specie di uccelli in migrazione come il germano reale, l'alzavola, la marzaiola, il codone, il fischione, il moriglione. Vi sostano anche ardeidi come l'airone cenerino, l'airone rosso e la garzetta. Nelle zone lagunari ha anche una certa diffusione la coltivazione dei molluschi, in particolare ostriche e mitili.[11]

## Storia
Della storia della regione Friuli-Venezia Giulia si può parlare solo a partire dal 1963, ossia dalla promulgazione della Legge Costituzionale nr. 1 del 31 gennaio 1963, che istituì tale regione. Prima di tale data, il territorio su cui si estende oggi il Friuli-Venezia Giulia era composto, nel corso della storia, da diverse entità territoriali caratterizzate da distinte vicende storiche segnate dallo scontro/incontro del mondo latino (Impero romano, Patriarcato di Aquilea, Repubblica di Venezia,…) del mondo germanico (longobardi, franchi, tedeschi) e del mondo slavo. Prima del 1963 la storia del Friuli-Venezia Giulia va perciò studiata tenendo conto delle diverse entità statali ed etniche che gravitavano sull’area che oggi costituisce tale regione.

### Epoca preromana
Le etnie più antiche note nell'area o nelle vicinanze sono quelle degli Euganei di origine pre-indoeuropea (pianura occidentale) e dei Reti (Alpi occidentali), quest'ultimi affini agli Etruschi. Nella zona meridionale e nella vicina Istria fiorì anche la Cultura dei Castellieri, la cui identificazione con un popolo altresì noto è incerta. Successivamente si sovrapposero i Venetici, ai quali si sostituirono nel V secolo a.C. i Carni di origine celtica che introdussero, nei territori da loro occupati e in quelli limitrofi, nuove e avanzate tecniche di lavorazione del ferro e dell'argento.

### Epoca romana
Roma intervenne nell'Istria con tre spedizioni militari (221, 178-177 e 129 a.C.), interessata al controllo delle regioni subalpine orientali. Nel 181 a.C. nasce la colonia di Aquileia e da qui si irradiò la potenza romana, vanamente contrastata dalle popolazioni indigene: nel 177 a.C. vennero debellati gli Istri e distrutta Nesazio la loro capitale.
Nel 128 a.C. furono battuti i Giapidi e nel 115 a.C. i Carni. Una raggiera di strade collegò Aquileia ai passi alpini e, a guardia di questi furono fondati altri centri, Iulium Carnicum (Zuglio) sulla strada di Monte Croce, Forum Iulii (Cividale) su quella di Piedicolle, ed ancora Tergeste (Trieste) e Pietas Iulia (Pola). Nel 42 a.C. tutta la regione fino al Formione (Risano) entrò a far parte dell'Italia il cui confine fu portato all'Arsa in età augustea, probabilmente tra il 18 e il 12 a.C. Le Alpi orientali ebbero allora il nome di Alpi Giulie. Questi territori fecero parte della Regio X Venetia et Histria, decima regione d'Italia, e la maggior parte delle loro città vennero ascritta a diverse tribù: Aquileia e Pola alla Velina, Iulium Carnicum alla Claudia, Forum Iuilii alla Scapita, Trieste alla Pupinia, Parenzo alla Lemonia. Nell'età di Marco Aurelio, il confine orientale dell'Italia supera le Giulie e comprende Emona (Lubiana), Albona e Tarsatica.

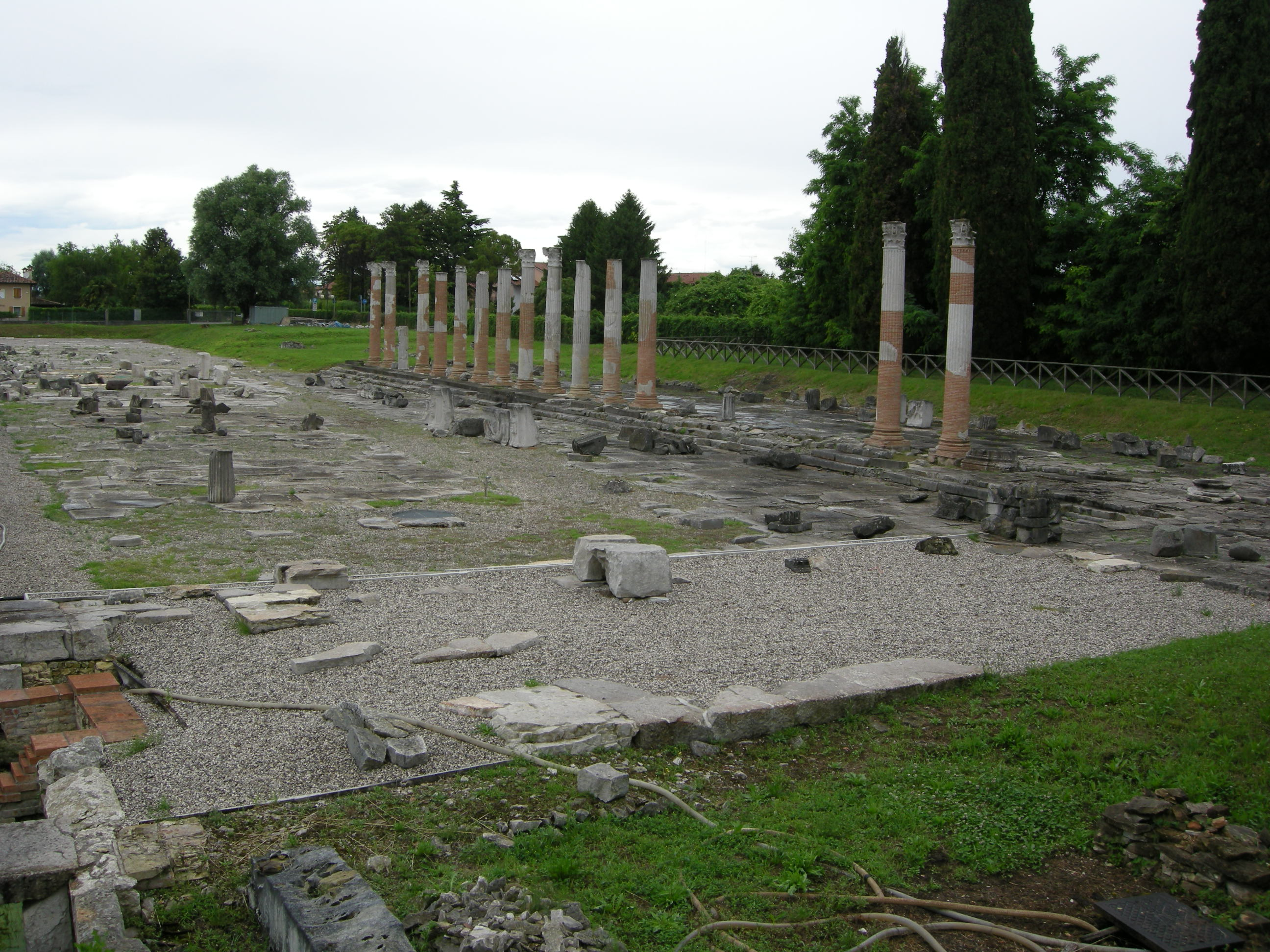
Il Foro di Aquileia

 La regione subì un processo di romanizzazione analogo a quelle della altre parti dell'Impero, e le popolazioni sottomesse si limitarono a conservare memoria delle loro origini preistoriche nei toponimi (la desinenza "acco" dei nomi di molte località friulane si deve ai contadini gallo-romani). A lungo rimase vivo il culto di divinità locali, illiriche nell'Istria orientale, galliche (Beleno) in Friuli. Furono secoli di prosperità, affluiva in Aquileia gente da tutto il mondo romano, ospitava i comandi dell'esercito danubiano, della flotta delle vicende che portarono alla dissoluzione dell'Impero Romano furono tumultuose e drammatiche nella regione, esposta ai barbari e punto d'incrocio fra oriente e occidente. Nel 239 vi fu il "bellum aquileiense" fra le forze del senato e l'imperatore Massimino, che fu sconfitto e ucciso.
Le opere di fortificazione lungo l'arco delle Alpi Giulie, iniziate già alla fine del II sec. vennero a formare col tempo un complesso sistema difensivo imperniato sul Castellum di Castra (Aidussina) e si diffusero anche le cinte murate;
ma il Limes Italicus Orientalis non impedì a Teodosio, vittorioso sul Frigido (Vipacco) nella Battaglia del Frigido contro Eugenio di saccheggiare Aquileia nel 394 d.C. Infine nel 452 la città fu assediata e predata da Attila, con questo episodio si può far terminare il periodo romano della storia della parte nord-orientale d'Italia.

### Epoca medievale

Patriarcato di Aquileia attorno al 1250

Nel medioevo in Friuli-Venezia Giulia rivestì un ruolo determinante il Principato patriarcale di Aquileia o Patriarcato di Aquileia, istituito nel 1077 dall’imperatore Enrico IV, per ricompensare la fedeltà ad esso dimostrata dal patriarca Sigeardo di Beilstein, che durò fino al 1420, quando il suo territorio fu conquistato dalla Repubblica di Venezia.
Nel 1382 ci fu la dedizione di Trieste da parte del consiglio cittadino a Leopoldo duca d'Austria e rimase sotto l'impero austro-ungarico fino alla fine della I guerra mondiale nel 1918.
Nel XV secolo il territorio dell’odierno Friuli-Venezia Giulia fu investito da ripetute incursioni turche.
Lo scopo principale delle scorrerie turche era quello predatorio; nel compimento delle razzie i turchi facevano anche prigionieri da sfruttare o da vendere come schiavi, distruggevano villaggi interi, e compivano stupri e sanguinosi massacri.
La conseguenza di queste incursioni fu la totale distruzione di alcuni paesi, alcuni ricostruiti ed altri lasciati al loro destino.
Una delle incursioni più cruente fu quella del 1499, compiuta da circa 10.000 soldati comandati da Skander Pascià (Skender Pascha), che si spinsero fino a Conegliano: in otto giorni di scorribanda, furono trucidate o condotte in prigionia oltre 10 000 persone e furono saccheggiati ed arsi ben 132 villaggi.

### Epoca moderna
Domino Veneto
Dopo la morte del conte Leonardo di Gorizia, avvenuta il 12 aprile 1500, la Contea di Gorizia venne aggiunta ai domini degli Asburgo. Il trattato di Noyon, firmato il 13 agosto 1516, decretò la divisione del territorio dell’attuale regione Friuli-Venezia Giulia tra la Repubblica di Venezia e gli Asburgo — una divisione tra due distinte aree di influenza politica che perdurò per oltre 400 anni, fino alla fine della prima guerra mondiale.

### Epoca contemporanea

#### Affermazione della coscienza nazionale italiana nel Litorale Austriaco
La costituzione del Regno d'Italia rafforzò l'irredentismo, non solo nell'Istria ma anche a Trieste e a Gorizia. Questa affermazione era favorita dal sistema elettorale austriaco. Il processo di industrializzazione di Trieste, di Monfalcone e Pola diventata dopo il 1866 una grande base navale, inserì nella lotta politica una consistente e ben organizzata forza politica: il partito socialista, mentre la situazione internazionale, causata dalla Triplice Alleanza rendeva spesso difficile l'azione dell'irredentismo che ebbe le sue principali manifestazioni a Trieste e in genere nelle città. Il movimento politico dei cattolici ebbe le sue maggiori affermazioni nel goriziano fortemente caratterizzato dal nazionalismo cattolico slavo. Queste lotte favorirono un notevole processo culturale e sociale, come pure della coscienza nazionale tra gli italiani a cui l'Impero austriaco cercò di contrapporsi favorendo l'austroslavismo nei territori interessati.

#### Prima guerra mondiale
La guerra italo-austriaca del 1915 ebbe tra i suoi obiettivi fondamentali l'annessione della Venezia Giulia all'Italia. Essa fu combattuta per la maggior parte nel territorio della regione che risentì duramente delle operazioni belliche. A oriente e occidente del fiume Isonzo la regione fu retrovia del conflitto per tre anni e patì gravissimi danni nei porti e nelle valli dell'Isonzo dove Gorizia fu quasi totalmente rasa al suolo. Sugli italiani gravò l'oppressione poliziesca dell'Austria e dopo la rotta di Caporetto nel 1917 il Friuli subì la dura prova dell'invasione e dell'esodo di parte della popolazione e delle conseguenti spoliazioni. Al termine della guerra, il Regio Esercito occupò militarmente tutta la Venezia Giulia e la Dalmazia. In base al trattato di Rapallo l'Italia ottenne però solo parte di ciò che le era stato promesso dal patto segreto di Londra. Per via del mancato rispetto del Patto di Londra, l'epilogo della prima guerra mondiale venne definito "vittoria mutilata".

#### I nuovi territori al confine orientale del Regno d’Italia, acquisiti dopo la prima guerra mondiale
Vinta la guerra contro l’Impero Austriaco, il Regno d’Italia si vide assegnare in seguito ai trattati di Saint Germain (1919), Rapallo (1920) e Trattato di Roma (1924) un esteso territorio ad est del precedente confine orientale, comprendente le città le città di Gorizia, Trieste, Pola, Fiume e Zara.

Nei nuovi territori assegnati al Regno d'Italia risiedevano circa 555 000 italiani. Oltre alla popolazione di lingua italiana nei nuovi territori vivevano anche circa 365 000 jugoslavi (sloveni e croati). Ad essi il Regno d’Italia negò quasi da subito molti diritti che essi avevano conquistato nell’ambito dell’Impero austro-ungarico, ad esempio la possibilità di istruzione obbligatoria o la possibilità di rapportarsi con le autorità statali nella propria lingua madre, il che creava agli appartenenti di questi gruppi alloglotti non pochi disagi, se si considera il fatto che almeno un terzo di essi non era in grado di esprimersi in lingua italiana.

#### Seconda guerra mondiale
Dopo la seconda guerra mondiale gran parte dei territori, ottenuta dallo Stato italiano nella prima guerra mondiale, venne assegnata allo Stato jugoslavo.

Allo Stato italiano rimasero la città di Gorizia e di Trieste, con una parte del loro retroterra storico. 
Gran parte delle province di Gorizia e di Trieste, la Provincia di Pola, la Provincia di Fiume e la Provincia di Zara, vennero invece assegnate allo Stato jugoslavo.

A Trieste e nella parte della provincia di Gorizia, assegnata all’Italia, risiedevano circa 290000 italiani e circa 45000 jugoslavi (sloveni). Nella parte della provincia di Gorizia, assegnata alla Jugoslavia, nella provincia di Pola, nella provincia di Fiume e nella provincia di Zara risiedevano circa 265000 italiani, gran parte dei quali emigrò in Italia, e circa 320000 jugoslavi (sloveni e croati).
|  |  |  | Aree del Litorale austriaco, della Carinzia e della Carniola assegnate all'Italia dopo la prima guerra mondiale: |

     Aree annesse definitivamente all'Italia nel 1920
     Aree annesse al Regno d'Italia nel 1920, passate al Territorio Libero di Trieste nel 1947 con i trattati di Parigi e assegnate all'Italia nel 1975 con il trattato di Osimo
     Aree annesse al Regno d'Italia nel 1920, passate al Territorio Libero di Trieste nel 1947 con i trattati di Parigi e assegnate alla Jugoslavia nel 1975 con il trattato di Osimo
     Aree annesse al Regno d'Italia in base al trattato di Rapallo del 1920 ed in base trattato di Roma del 1924, e poi assegnate alla Jugoslavia nel 1947 con i trattati di Parigi
Durante la seconda guerra mondiale la regione fu invasa dalle truppe naziste. Il 1º ottobre 1943, fu inglobata nella Zona d'operazioni del Litorale adriatico sotto il diretto controllo del Terzo Reich, con a capo il commissario supremo Friedrich Rainer, che nominò Bruno Coceani prefetto della provincia di Trieste con autorità sugli altri prefetti della regione ad eccezione della Provincia di Lubiana.
(Il Litorale Adriatico, Fondazione Memoria della Deportazione - Biblioteca archivio Pina e Aldo Ravelli)
La Resistenza italiana si era manifestata in forma organizzata e incisiva alla fine del 1943 grazie all’iniziativa della Federazione regionale del Pci, risoluta ad applicare la linea elaborata dalla direzione Nord a Milano dopo l’invasione tedesca dell’Italia. Gli aderenti al Comitato di liberazione nazionale della zona libera del Friuli cercarono di opporre resistenza alla occupazione nazista e riuscirono, nell’autunno 1944, per un breve periodo a liberare alcune zone dove crearono la Repubblica libera della Carnia.

Dopo la capitolazione del Regno d’Italia il movimento di liberazione sloveno ed il movimento di liberazione croato, che fino ad allora svolgevano la propria attività prevalentemente sul territorio del Regno di Jugoslavia, invaso nell’aprile 1941 dagli eserciti del Regno d’Italia, della Germania e dell’Ungheria, estesero le proprie azioni di guerriglia anche ai territori dell’ex Litorale Austriaco, assegnati al Regno d’Italia dopo la prima guerra mondiale ma che risultavano abitati anche da circa 470 000 jugoslavi (sloveni e croati), giustificando tali azioni in base ai proclami di annessione di tali territori alla Jugoslavia, emanati dai loro rispettivi organi di governo partigiano.

Poiché il Friuli e la Venezia Giulia, rappresentavano una importante via di comunicazione tra i principali centri urbani dell’OZAK ed il Terzo Reich, le azioni di guerriglia partigiana furono fortemente contrastate dai tedeschi che fecero ricorso all'esercizio estremo della violenza, per la quale si servirono pure della collaborazione subordinata di formazioni militari e di polizia italiane. I partigiani subirono pesanti perdite, ma riuscirono ad impegnare ingenti formazioni militari tedesche, impedendo il loro utilizzo su altri fronti, e contribuirono in modo determinante alla liberazione dall'occupazione nazista di Trieste e delle altre città della regione.

Nell'inverno 1944-45 gli scali ferroviari di Udine e della Val Canale, i ponti sul Tagliamento ed altri obiettivi strategici, subirono pesanti bombardamenti aerei anglo-americani. Fra l'aprile 1944 e il febbraio 1945 i bombardamenti statunitensi e britannici, presero di mira anche Trieste, provocando ingenti danni e centinaia di vittime tra i civili.
(Boris Gombač Atlante storico dell’Adriatico orientale, pag. 360)

#### Istituzione della regione Friuli-Venezia Giulia
La creazione della regione Friuli-Venezia Giulia fu prevista dalla Costituzione italiana del 1947. La regione Il Friuli-Venezia Giulia raggiunge l'attuale conformazione con il congiungimento ad essa del Territorio Libero di Trieste, che avviene di fatto nel 1954 con il Memorandum di Londra (de iure solo nel 1975 con il Trattato di Osimo). Lo statuto speciale della regione autonoma viene promulgato nel 1963. La scelta di Trieste come capoluogo regionale fu fatta per dare alla città giuliana, privata dopo la seconda guerra mondiale dei propri tradizionali mercati di sbocco, un ruolo amministrativo importante.

## Società

### Evoluzione demografica
Il Friuli-Venezia Giulia è formato da molteplici tradizioni culturali, storiche e produttive.
Le province di Udine e Pordenone, zone un tempo agricole depresse, hanno visto negli anni un grande sviluppo industriale e la popolazione possiede un elevato tenore di vita, condizioni similari si sono create nella provincia di Gorizia.
La città di Trieste e la sua provincia sono prevalentemente dedite al terziario e godono di un reddito pro capite fra i più alti d'Italia, mentre a livello di singoli comuni capoluogo è Udine a presentare il reddito pro-capite più alto. Per quanto riguarda la distribuzione della popolazione sul territorio, un terzo della popolazione è concentrata nelle aree urbane di Udine (l'agglomerato conta circa 175 000 abitanti in 312 km², che comprende il capoluogo friulano e gli 11 comuni che lo circondano) e di Trieste (considerando l'intera provincia si contano circa 236 000 abitanti in 212 km²), mentre i restanti due terzi della popolazione regionale vive principalmente in piccoli e medi comuni; la montagna è poco popolata.
La regione è stata una delle zone che più ha risentito dei fenomeni migratori, causati da fattori quali l'economia depressa, le varie vicende belliche, i cambiamenti territoriali e il terremoto del 1976. Tra la fine dell'Ottocento e la fine della seconda guerra mondiale, salvo la breve parentesi della prima guerra mondiale, i flussi si sono diretti soprattutto verso l'Argentina e gli Stati Uniti. Con il secondo dopoguerra il fenomeno si invertì momentaneamente visto l'afflusso di migliaia di profughi dall'Istria e da Zara, per poi riprendere quasi contemporaneamente verso l'Europa centrale (Svizzera, Germania, Francia, Belgio), oltreoceano (Stati Uniti, Canada, Australia) e verso la zona del triangolo industriale (Piemonte, Lombardia, Liguria). Solo con gli anni settanta il Friuli-Venezia Giulia si trasformò da terra di emigrati in regione ricettrice di flussi migratori provenienti sia dal resto d'Italia, sia, soprattutto, dall'estero. Fra le cause di tale inversione di tendenza vanno segnalate lo sviluppo industriale, profilatosi in forma netta e inequivocabile proprio in quegli anni, e la ricostruzione di parte della regione a seguito del terremoto del 1976, che richiamò in patria anche numerosi friulani.
A partire dagli anni ottanta del XX secolo la forte flessione del tasso di natalità che ha colpito con particolare forza il Friuli-Venezia Giulia e, più in generale, tutta l'Italia centro-settentrionale è stata così compensata da un vigoroso flusso di immigrati. Tale flusso ha consentito alla regione una dinamica demografica positiva che, seppur molto modesta, non solo non si sarebbe prodotta in assenza degli immigrati, ma sarebbe stata sicuramente di segno negativo. Nel 2019 i nati sono stati 7 495 (6,2‰), i morti 14 318 (11,9‰) con un incremento naturale di −6 823 unità (-5,7‰). Le famiglie contano in media 2,2 componenti.
| Provincia geografica  | Popolazione (al 31º marzo 2025) | Superficie (km²) | Densità (abitanti/km²) | Incidenza % |
| --------------------- | ------------------------------- | ---------------- | ---------------------- | ----------- |
| Gorizia               | 138 677                         | 459              | 302                    | 11,599      |
| Pordenone             | 310 924                         | 2 178            | 142                    | 25,953      |
| Trieste               | 228 004                         | 212              | 1.084                  | 19,232      |
| Udine                 | 516 034                         | 4 905            | 105                    | 43,215      |
| Friuli Venezia Giulia | 1 193 639                       | 7 924            | 151                    | 100,00      |

#### Comuni

I comuni del Friuli-Venezia Giulia

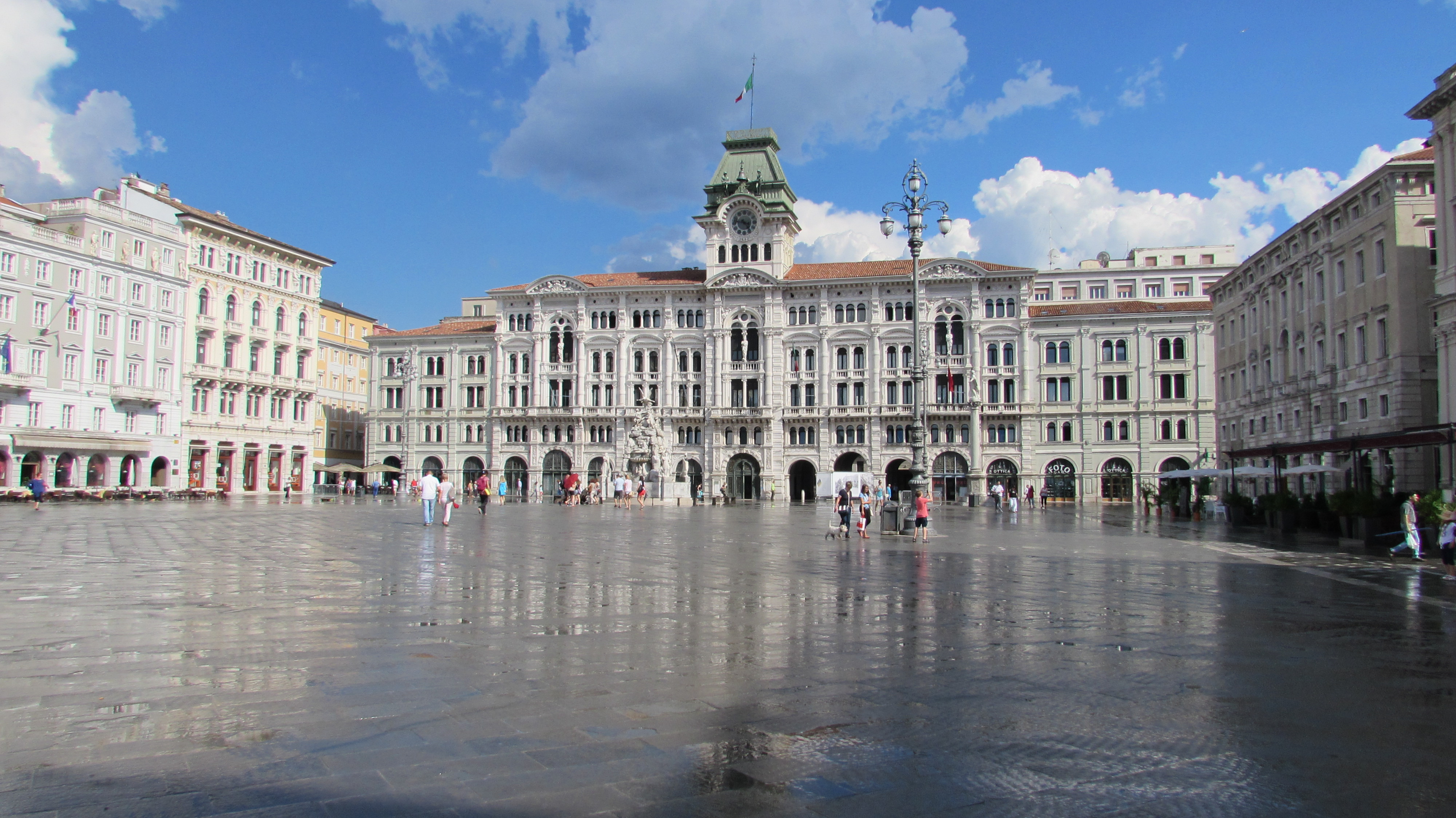
Piazza Unità d'Italia di Trieste

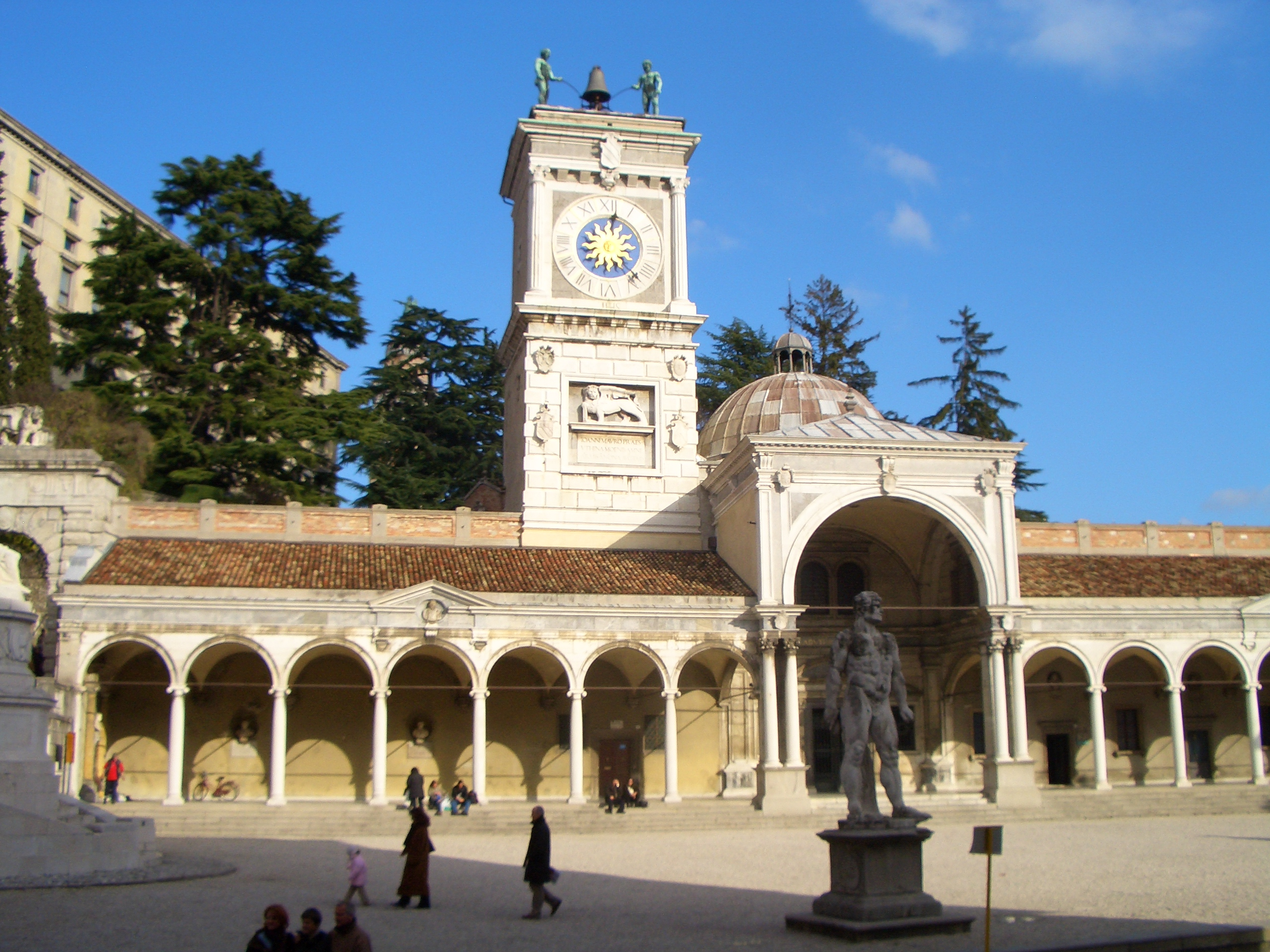
Udine, Piazza della Libertà

#### Città
Trieste, dalla storia recente importante e travagliata, fu nel XIX secolo il principale porto dell'Impero austro-ungarico ed uno dei maggiori empori del Mediterraneo, nonché polo culturale di indiscussa importanza. La città che, dalla fine dell'Ottocento, era divenuta anche uno dei simboli del nazionalismo italiano, risultava però al momento del congiungimento essere estranea alla regione storica e geografica del Friuli.
Udine, da parte sua, fin dal XIII secolo diviene una delle città in cui risiedeva il Patriarca di Aquileia, in età medievale una degli stati più estesi ed importanti dell'Italia settentrionale. Il patriarcato di Aquileia si dotò, molto precocemente, di una Università istituita a Cividale del Friuli nel 1353 per concessione diretta dell'imperatore Carlo IV. La città di Udine continua ancora oggi con i suoi centri culturali a mantenere viva la storia e le tradizioni delle terre di cui storicamente fa capo. Nel dicembre 2017 è stato approvato il passaggio alla regione del comune di Sappada, proveniente dalla regione Veneto (provincia di Belluno), concludendo un iter iniziato con un apposito referendum tenutosi nel 2008.
I primi 20 comuni del Friuli-Venezia Giulia al 31 marzo 2025
| Pos. | Stemma | Comune                  | Provincia | Popolazione (abitanti) |
| ---- | ------ | ----------------------- | --------- | ---------------------- |
| 1º   |        | Trieste                 | TS        | 198 685                |
| 2º   |        | Udine                   | UD        | 98 288                 |
| 3º   |        | Pordenone               | PN        | 52 502                 |
| 4º   |        | Gorizia                 | GO        | 33 651                 |
| 5º   |        | Monfalcone              | GO        | 30 614                 |
| 6º   |        | Sacile                  | PN        | 19 910                 |
| 7º   |        | Cordenons               | PN        | 17 703                 |
| 8º   |        | Codroipo                | UD        | 15 813                 |
| 9º   |        | Azzano Decimo           | PN        | 15 786                 |
| 10º  |        | San Vito al Tagliamento | PN        | 15 238                 |
| 11º  |        | Porcia                  | PN        | 14 961                 |
| 12º  |        | Tavagnacco              | UD        | 14 648                 |
| 13º  |        | Cervignano del Friuli   | UD        | 13 783                 |
| 14º  |        | Latisana                | UD        | 13 220                 |
| 15º  |        | Fontanafredda           | PN        | 12 920                 |
| 16º  |        | Muggia                  | TS        | 12 771                 |
| 17º  |        | Ronchi dei Legionari    | GO        | 11 886                 |
| 18º  |        | Fiume Veneto            | PN        | 11 791                 |
| 19º  |        | Spilimbergo             | PN        | 11 746                 |
| 20º  |        | Maniago                 | PN        | 11 479                 |

#### Lingue e dialetti
Lingua friulana
     Lingua slovena
     Lingua tedesca
     Lingua veneta

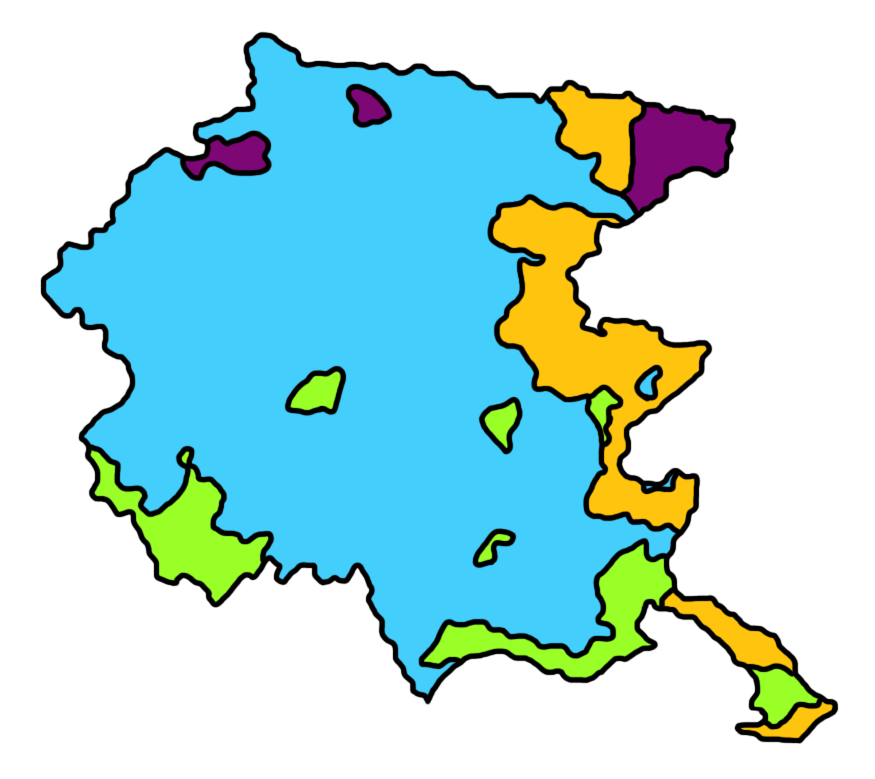
Lingue minoritarie e dialetti in Friuli-Venezia Giulia
Lingua friulana
Lingua slovena
Lingua tedesca
Lingua veneta

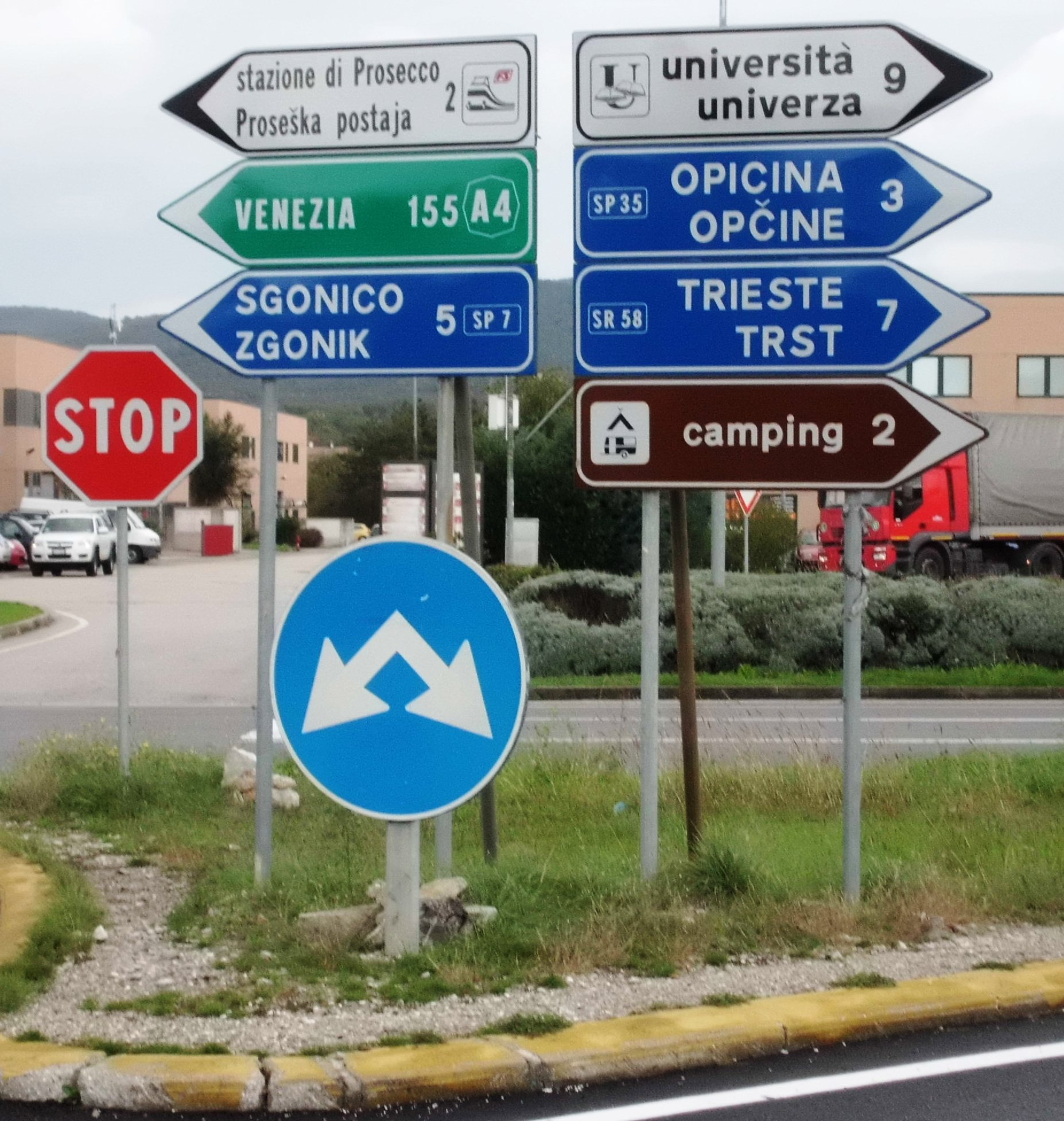
Segnaletica multilingue presso Trieste

Il Friuli-Venezia Giulia è una terra di confine e di incontro di popoli. Nel Friuli-Venezia Giulia l'italiano, lingua ufficiale dello Stato e lingua di cultura, è parlato dalla quasi totalità degli abitanti. Oltre l’italiano, principale lingua d’uso, gli abitanti appartenenti alle minoranze linguistiche storiche ufficialmente riconosciute, presenti in regione, adoperano nei rapporti interpersonali (ed in determinate situazioni anche nei rapporti con le amministrazioni pubbliche) il friulano, lo sloveno o il tedesco. L’uso di tali lingue è disciplinato sia da Leggi Nazionali (ad esempio la Legge n. 482/1999), sia da Leggi Regionali.
- Il friulano, un idioma retoromanzo conosciuto da circa 600 000 persone e tutelato in 15 comuni su 25 della provincia di Gorizia, in 36 comuni su 50 della provincia di Pordenone e in 125 comuni su 135 della provincia di Udine (nonché, fuori dal Friuli-Venezia Giulia, in 3 comuni del Veneto). La lingua friulana si è formata dall’intreccio della lingua latina, introdotta nella regione dalla colonizzazione dei Romani iniziata fin dal II secolo a.C., delle lingue di popolazioni celtiche ivi già precedentemente insediate, e delle lingue di popolazioni insediatesi durante le invasioni barbariche. Dal 1996 il friulano gode in regione di tutela con la Legge Regionale n. 15/1996. Dal 1999 con la Legge n. 482/1999 lo Stato italiano ha riconosciuto ai friulanofoni lo status di "minoranza linguistica storica" ai sensi dell'art. 6 della Costituzione italiana. La Legge n. 482/1999 prevede la tutela della lingua friulana, e in particolare il suo insegnamento a scuola anche come lingua veicolare.
- Lo sloveno è diffuso nella parte orientale della regione a ridosso del confine con la Slovenia (circa 46 000 parlanti[33]). La presenza della popolazione slovena trova origine dalle popolazioni slave che iniziarono a stanziarsi, a partire dal VII secolo, nelle aree ancora prevalentemente disabitate della fascia collinare orientale della regione. La lingua slovena possiede il riconoscimento del suo uso in sede amministrativa ufficiale nei 6 comuni della provincia di Trieste e in 8 comuni su 25 della provincia di Gorizia, nei quali vi sono scuole statali di ogni ordine e grado con lingua d’insegnamento slovena (l'italiano viene studiato a parte, ma alla pari[34]) e viene fornita a richiesta la carta d'identità bilingue. È inoltre riconosciuta in 18 comuni su 135 della provincia di Udine (Slavia friulana, Val Canale e Val Resia, la cui parlata, il resiano, viene considerata dalla maggioranza dei linguisti un antico dialetto sloveno, sebbene i resiani la considerino una lingua a sé stante). Anche la lingua slovena è tutelata dalla Legge n. 482/1999; la lingua slovena è inoltre tutelata dalla Legge n. 38 del 23 febbraio 2001 («Norme a tutela della minoranza linguistica slovena della regione Friuli-Venezia Giulia») e dalla Legge Regionale n. 26 del 16 novembre 2007 («Norme regionali per la tutela della minoranza linguistica slovena»).
- Il tedesco, è insediato in Val Canale (dove convive con il gruppo linguistico friulano e con quello sloveno) e in due piccole "isole" linguistiche in provincia di Udine, cioè il comune di Sappada, Sauris e la frazione di Timau appartenente quest'ultima al comune di Paluzza. Mentre in Val Canale e a Timau si parlano dialetti di tipo carinziano, il tedesco parlato a Sauris è imparentato con le parlate tirolesi. Non esistono statistiche ufficiali sul numero dei parlanti. Grazie alla Legge n. 482 del 1999 anche il tedesco gode in regione di un livello minimo di tutela.La targa all'entrata del palazzo del Consiglio regionale a Trieste, in piazza Oberdan n.6

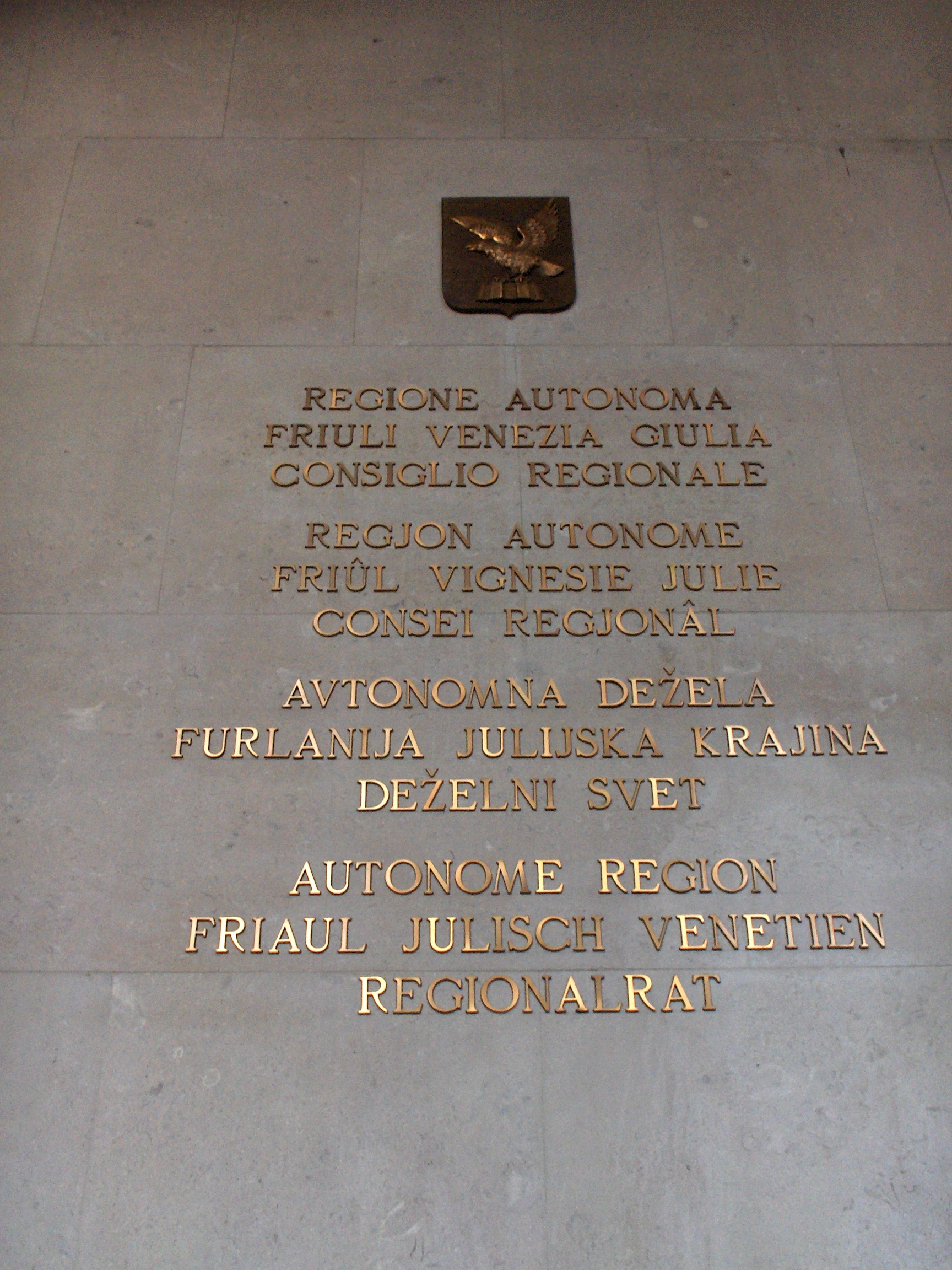
La targa all'entrata del palazzo del Consiglio regionale a Trieste, in piazza Oberdan n.6

Accanto alle lingue sopra citate, in regione si parlano dei dialetti della lingua veneta, riconosciuti e tutelati dalla L.R. n. 5 del 17 febbraio 2010, come «patrimonio tradizionale della comunità regionale», come il triestino, il bisiaco, il dialetto gradese, il maranese, il muggesano, il liventino, il veneto dell'Istria e della Dalmazia, il dialetto udinese e il dialetto pordenonese. Dialetti di tipo veneto si erano anche diffusi presso la borghesia urbana delle città di Gorizia, Latisana e Palmanova, ma a partire dal secondo dopoguerra sono poco diffusi a Latisana e Palmanova, mentre presentano ancora una certa vitalità a Gorizia. Va segnalato che la diglossia costituisce praticamente la norma presso i friulanofoni e i venetofoni (friulano/italiano, veneto/italiano). Gli sloveni sono spesso bilingui e trilingui (sloveno/friulano/italiano o sloveno/tedesco/italiano in provincia di Udine – e in buona parte di quella di Gorizia – e sloveno/veneto/italiano in quella di Trieste e in alcune zone del goriziano) e lo stesso si può dire per i tedeschi di Sauris e a Timau (tedesco/friulano/italiano). Nella Val Canale non è raro trovare persone che possono esprimersi correttamente in ben quattro idiomi: tedesco, italiano, friulano e sloveno.

#### Minoranze straniere
Il 31 dicembre 2019 su una popolazione di 1 206 216 residenti si contavano 107 265 stranieri (8,9% della popolazione totale). Prevalgono i cittadini dell'Est Europa (Romania, Albania, Ucraina, ex Jugoslavia).
- Romania 24 874
- Albania 9 509
- Serbia 6 029
- Ucraina 5 333
- Bangladesh 4 891
- Marocco 4 147
- Cina 3 641
- Croazia 3 591
- Kosovo 3 376
- Bosnia-Erzegovina 2 829

## Politica

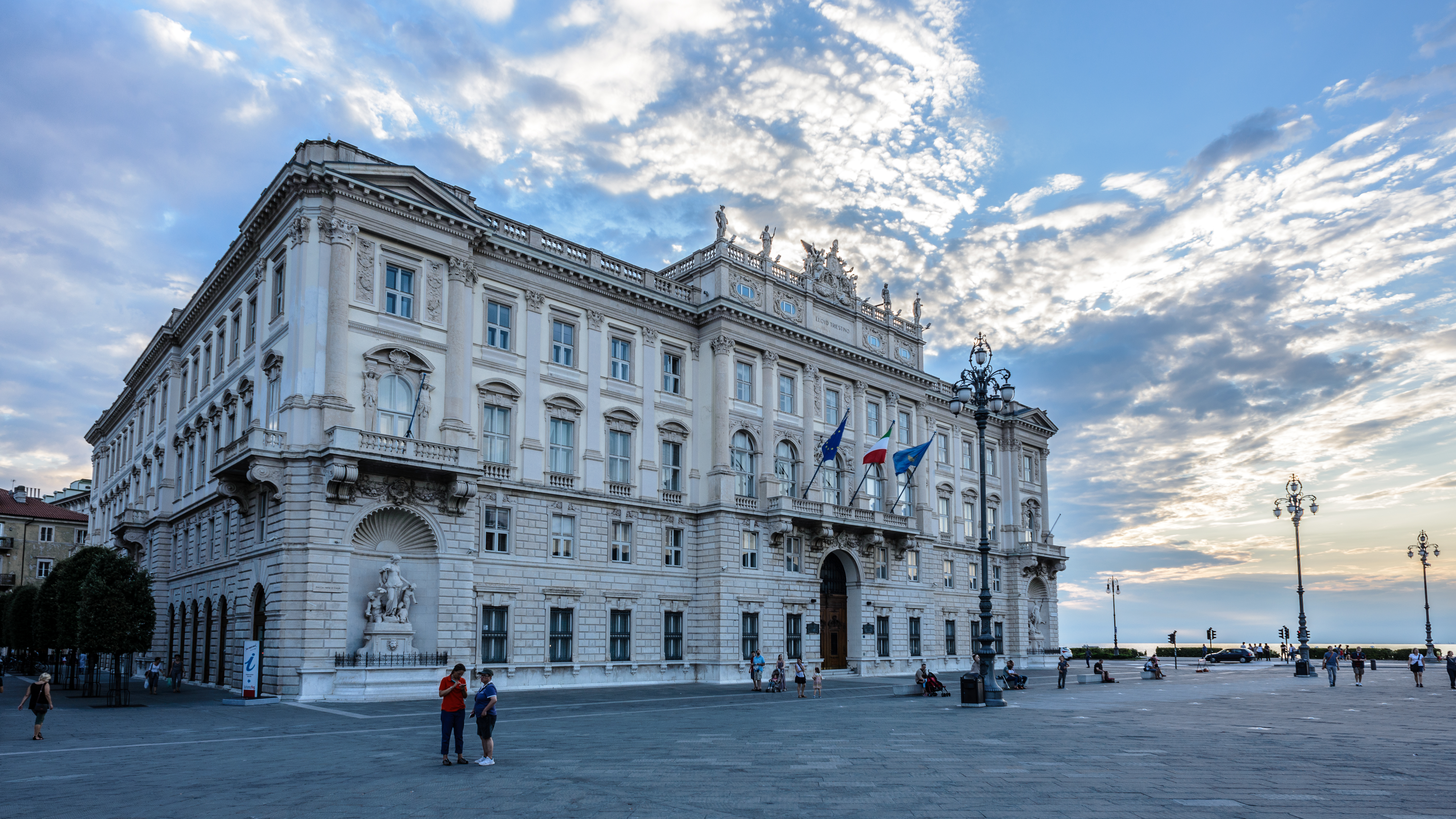
La sede della Giunta regionale del Friuli-Venezia Giulia a Trieste, in piazza dell'Unità d'Italia n. 1

Con legge costituzionale n.1 del 31 gennaio 1963, entrata in vigore il 16 febbraio 1963, il Friuli-Venezia Giulia è costituito in Regione autonoma, fornita di personalità giuridica, entro l'unità della Repubblica Italiana, sulla base dei principi della Costituzione, secondo tale Statuto. Nella Regione è riconosciuta parità di diritti e di trattamento tutti i cittadini, qualunque sia il gruppo linguistico al quale appartengono, con la salvaguardia delle rispettive caratteristiche etniche e culturali.
L'inno della Regione Friuli-Venezia Giulia è "Decima Regio", scritto dal Mº Giovanni Canciani (1936-2018).

### Suddivisione amministrativa
La Regione Autonoma Friuli-Venezia Giulia ha istituito quattro enti di decentramento regionale, corrispondenti alle preesistenti quattro province e comprende 215 comuni.
In precedenza la Regione Autonoma Friuli-Venezia Giulia era suddivisa in quattro province: Gorizia, Pordenone, Trieste e Udine. Le prime tre vennero soppresse il 30 settembre 2017, mentre la provincia di Udine è rimasta attiva fino al 22 aprile 2018.

### Città metropolitana
Il nuovo Statuto speciale della Regione, all'art.10, come modificato dalla legge costituzionale 1/2016, contempla anche la possibilità di istituire una Città metropolitana.

### Unioni Territoriali Intercomunali (UTI)

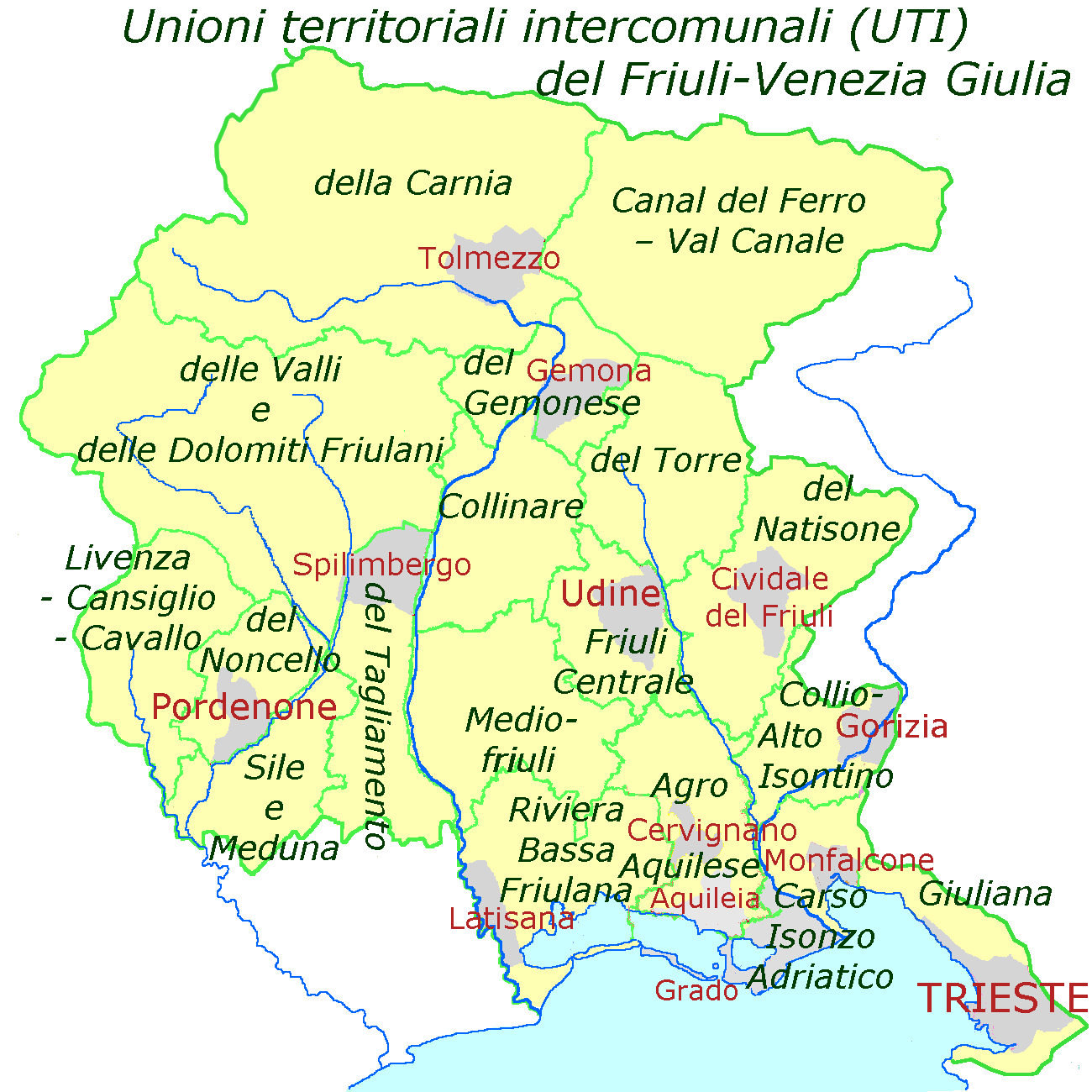
La suddivisione in uso dal 2014 al 2020, con il territorio ripartito in UTI.

Sul territorio regionale operavano, ai sensi della Legge regionale nº 26 del 12 dicembre 2014, 18 Unioni Territoriali Intercomunali, "forme obbligatorie di esercizio associato di funzioni comunali" che sono state cancellate in attuazione a successive leggi regionali.
L'obbligatorietà dei comuni di aderire alle UTI era stata abrogata con norma di legge proposta dalla Giunta regionale presieduta da Massimiliano Fedriga e approvata a maggioranza dal Consiglio regionale nel 2018.. Le UTI sono state soppresse nel 2020 ai sensi della legge regionale 21/2019.
| Unioni Territoriali Intercomunali         | Sede                    | Comuni | ex Provincia | Sito web |
| ----------------------------------------- | ----------------------- | ------ | ------------ | --- |
| UTI Giuliana                              | Trieste                 | 6      | Trieste      | UTI Giuliana.                                                                                                 |
| UTI Carso Isonzo Adriatico                | Monfalcone              | 10     | Gorizia      | UTI Carso Isonzo Adriatico.                                                                                   |
| UTI Collio - Alto Isonzo                  | Gorizia                 | 15     | Gorizia      | UTI Collio - Alto Isonzo.                                                                                     |
| UTI del Canal del Ferro - Val Canale      | Tarvisio                | 8      | Udine        | UTI del Canal del Ferro-Val Canale.                                                                           |
| UTI del Gemonese                          | Gemona del Friuli       | 6      | Udine        | UTI del Gemonese. URL consultato il 3 novembre 2022 (archiviato dall'url originale il 30 gennaio 2018).       |
| UTI della Carnia                          | Tolmezzo                | 28     | Udine        | UTI della Carnia.                                                                                             |
| UTI del Friuli Centrale                   | Udine                   | 11     | Udine        | UTI del Friuli Centrale. URL consultato il 3 novembre 2016 (archiviato dall'url originale l'8 febbraio 2018). |
| UTI del Torre                             | Tarcento                | 9      | Udine        | UTI del Torre.                                                                                                |
| UTI Medio Friuli                          | Codroipo                | 11     | Udine        | UTI Mediofriuli.                                                                                              |
| UTI Collinare                             | San Daniele del Friuli  | 15     | Udine        | UTI Collinare.                                                                                                |
| UTI del Natisone                          | Cividale del Friuli     | 17     | Udine        | UTI del Natisone. URL consultato il 3 novembre 2016 (archiviato dall'url originale il 4 novembre 2016).       |
| UTI Riviera - Bassa Friulana              | Latisana                | 12     | Udine        | UTI Riviera - Bassa Friulana.                                                                                 |
| UTI Agro Aquileiese                       | Cervignano del Friuli   | 17     | Udine        | UTI Agro Aquileiese.                                                                                          |
| UTI del Tagliamento                       | San Vito al Tagliamento | 9      | Pordenone    | UTI del Tagliamento.                                                                                          |
| UTI delle Valli e delle Dolomiti Friulane | Maniago                 | 22     | Pordenone    | UTI delle Valli e delle Dolomiti Friulane.                                                                    |
| UTI Livenza - Cansiglio - Cavallo         | Sacile                  | 6      | Pordenone    | UTI Livenza - Cansiglio - Cavallo.                                                                            |
| UTI Sile e Meduna                         | Azzano Decimo           | 6      | Pordenone    | UTI Sile e Meduna.                                                                                            |
| UTI del Noncello                          | Pordenone               | 7      | Pordenone    | UTI del Noncello.                                                                                             |

### Enti di decentramento regionale (EDR)
Sul territorio regionale operano, ai sensi della Legge regionale nº 21 del 29 novembre 2019, quattro enti di decentramento regionale, ovvero "enti funzionali della Regione con personalità giuridica di diritto pubblico, dotati di autonomia gestionale, patrimoniale, organizzativa e contabile, sottoposti alla vigilanza e al controllo della Regione", che ereditano i confini e alcune strutture delle quattro province soppresse. Le 18 Unioni Territoriali Intercomunali sono state a loro volta soppresse nel 2020 ai sensi della già citata Legge regionale e rimpiazzate dai quattro EDR a partire dal 1º luglio 2020.
| Enti di decentramento regionale              | Sede      | Comuni | ex Provincia | Sito web          |
| -------------------------------------------- | --------- | ------ | ------------ | ----------------- |
| Ente di decentramento regionale di Gorizia   | Gorizia   | 25     | Gorizia      | EDR di Gorizia.   |
| Ente di decentramento regionale di Pordenone | Pordenone | 50     | Pordenone    | EDR di Pordenone. |
| Ente di decentramento regionale di Trieste   | Trieste   | 6      | Trieste      | EDR di Trieste.   |
| Ente di decentramento regionale di Udine     | Udine     | 134    | Udine        | EDR di Udine.     |

#### Tentativo di istituzione delle Province Autonome di Trieste e del Friuli
Nel 2015 alcuni sindaci, guidati dal sindaco di Rivignano Teor Mario Anzil, ed altri esponenti e movimenti politici regionali hanno intrapreso una raccolta firme convalidate dai notai per la richiesta al Consiglio regionale di un referendum che abolisse le Unioni Territoriali Intercomunali e creasse, su modello del Trentino-Alto Adige, due province autonome, Friuli e Trieste. Il 5 luglio 2016, il Consiglio regionale con 25 voti contrari (PD, Cittadini e Sel) e 20 favorevoli (Forza Italia, Lega Nord, Autonomia Responsabile, Nuovo Centrodestra/Fratelli d'Italia, M5S), non concedeva il referendum pur essendo state correttamente depositate in Consiglio regionale un numero di firme - vidimate dal notaio - sufficienti, a termini di legge, all'indizione del referendum stesso. Nel 2016 con la modifica dello Statuto Speciale si prevede che in attuazione dei princìpi di adeguatezza, sussidiarietà e differenziazione, la Legge Regionale disciplina le forme, anche obbligatorie, di esercizio associato delle funzioni comunali.

### Amministrazione politica regionale
Il presidente della regione è Massimiliano Fedriga, eletto il 30 aprile 2018 con il 57,09% doppiando il candidato presidente di centro-sinistra Sergio Bolzonello. La sede dei lavori della giunta regionale è nel Palazzo del Lloyd Triestino, in Piazza dell'Unità d'Italia a Trieste.

#### Giunta regionale
La giunta della XII legislatura è così composta:
- Massimiliano Fedriga (Lega) – presidente con delega alle infrastrutture e territorio
- Riccardo Riccardi (Forza Italia) – vicepresidente e assessore alla salute, politiche sociali e disabilità con delega alla Protezione civile
- Barbara Zilli (Lega) – assessore alle finanze (con competenza su specifiche intersettoriali POR-FESR 2014-2020, Interreg Italia-Slovenia e Conferenza delle Regioni)
- Sebastiano Callari (Lega) – assessore al patrimonio, demanio, servizi generali e sistemi informativi
- Tiziana Gibelli (Forza Italia) – assessore alla cultura e allo sport
- Pierpaolo Roberti (Lega) – assessore alle autonomie locali, funzione pubblica, sicurezza, immigrazione
- Alessia Rosolen (Indipendente) – assessore al lavoro, formazione, istruzione, ricerca, università e famiglia
- Fabio Scoccimarro (Fratelli d'Italia) – assessore alla difesa dell'ambiente, energia e sviluppo sostenibile
- Stefano Zannier (Lega) – assessore alle risorse agroalimentari, forestali, ittiche e montagna
- Sergio Emidio Bini (lista civica Progetto FVG per una Regione Speciale) – assessore alle attività produttive e turismo

#### Consiglio regionale
Ha sede presso il Palazzo del Consiglio Regionale, in Piazza Oberdan 6 a Trieste. Il Consiglio regionale della XII legislatura è stato eletto con le elezioni del 2018.

## Economia

### Area friulana
Fino alla metà del novecento, soprattutto a causa delle distruzioni prodotte dagli eventi bellici, il Friuli si presentava come una terra rurale e povera, a differenza del resto del nord Italia. Le scarse possibilità economiche furono all'origine di un consistente flusso migratorio diretto non solo verso i paesi europei, ma anche verso gli Stati Uniti, il Canada, l'Argentina e l'Australia.
Negli anni novanta si è verificata la grande apertura dell'economia regionale verso l'estero, favorita sia da fattori politici (come la fine della contrapposizione ideologica tra blocchi all'interno dell'Europa), sia da fattori monetari (la forte svalutazione della lira tra il 1993 ed il 1995). In questi anni l'export delle aziende friulane ha conosciuto una vera e propria esplosione, raddoppiando tra il 1992 ed il 1995. La parte del leone la facevano le province di Udine e Pordenone, seguite da quella di Gorizia. Le industrie meccaniche concentrano tuttora la maggiore quota di export a livello regionale, seguite da quelle del mobile.
Le esportazioni agli inizi degli anni novanta erano dirette soprattutto verso alcuni paesi dell'allora CEE. In seguito esse sono state canalizzate sia verso altri mercati occidentali che verso la Germania. L'export, tuttavia, è solo una delle forme di internazionalizzazione, la meno sofisticata e la più a rischio. Ciò costituisce una debolezza del sistema produttivo regionale, le cui imprese non gestiscono direttamente i canali di scambio ma si affidano il più delle volte ad intermediari. Il mercato del lavoro in Friuli è, dal punto di vista sociale, molto vicino all'optimum, ma la scarsità di manodopera rappresenta un cruccio per gli imprenditori. Con un tasso di disoccupazione bassissimo, molto vicino a quello strutturale, le aziende hanno fatto ricorso dapprima alla manodopera femminile (non completamente mobilitata fino agli anni novanta) ed in seguito a quella immigrata.

#### Agricoltura
| Zona di vino doc/docg      | Superficie in ha |
| -------------------------- | ---------------- |
| Friuli, Grave              | 6 047,85         |
| Colli Orientali del Friuli | 2 071,18         |
| Collio                     | 1 390,93         |
| Friuli, Isonzo             | 1 281,82         |
| Friuli, Aquileia           | 763,29           |
| Friuli, Latisana           | 264,92           |
| Friuli, Annia              | 81,04            |
| Ramandolo                  | 60,41            |

Produzione di vino doc/docg friulano
(fonte: Camere di commercio di Udine,
Pordenone e Gorizia, 2003)
L'agricoltura, arretrata quando costituiva quasi l'unica attività della Regione, ora non ha più l'importanza di un tempo, ma pur nelle sue ridotte dimensioni, è un settore di punta, ad alto contenuto tecnologico. Grande sviluppo ha avuto la viticoltura.
Altre produzioni di qualità sono quella casearia e quella ortofrutticola. Negli ultimi decenni si è diffusa la coltivazione del mais.
Nella tabella a destra si espongono i dati, prodotti a cura delle Camere di commercio di Udine, Pordenone e Gorizia, relativi agli ettari di produzione, nell'anno 2003, di vino friulano a denominazione di origine controllata (doc) e a denominazione di origine controllata e garantita (docg).

#### Industria
Già nel XVIII secolo ebbe inizio una sensibile industrializzazione del Friuli. In particolare l'industria tessile conobbe, grazie al carnico Jacopo Linussio, una espansione in tutta la regione friulana. Nel secolo successivo si andò affermando l'industria della seta. L'industria friulana, uscita completamente distrutta da due guerre mondiali, riprese la sua espansione intorno agli anni sessanta con la creazione di un tessuto di piccole industrie e imprese artigianali; grande impulso allo sviluppo delle attività secondarie fu dato dalla nascita dei distretti industriali, tra cui il "triangolo della sedia", nella parte sud-orientale della provincia di Udine (Manzano, San Giovanni al Natisone, Corno di Rosazzo), i prosciuttifici di San Daniele del Friuli, il "triangolo del mobile" nella provincia di Pordenone (Brugnera, Prata di Pordenone, Pasiano di Pordenone). 
Proprio a causa dell'importanza dell'industria serica, il paesaggio friulano è caratterizzato dalla presenza di filari di gelsi, delle cui foglie si nutrono i bachi da seta. Con la crisi dell'industria della seta del XX secolo, la coltivazione dei gelsi ha perso la sua funzione economica e, pertanto, è in rapida diminuzione il loro numero. A causa della diffusione e dell'importanza di questo tipo di albero, in alcuni dialetti lingua friulana (per esempio nella zona di Udine) la parola morâr, che originariamente indicava solo il gelso, è passata a significare "albero" in senso generico.
Nella zona di Udine all'industria siderurgica ed alimentare di un tempo si è sostituita una rete di distribuzione commerciale di dimensioni medio-grandi concentrata specialmente a nord della città, mentre le industrie pesanti si sono trasferite nell'hinterland udinese oppure lontano dal capoluogo. Grande sviluppo ha avuto negli ultimi anni il distretto industriale dell'Aussa-Corno, incentrato sul porto fluviale di San Giorgio di Nogaro mentre a Cervignano del Friuli negli anni novanta è stato realizzato un interporto ferroviario per lo smistamento delle merci nelle direttrici nord-sud ed est-ovest verso la Slovenia e l'est europeo.

#### Terziario
In provincia di Udine, dal 2005, circa due terzi della forza lavoro è impegnata nel settore terziario.
Dal 2006 la banca austriaca Hypo Group Alpe Adria ha istituito la sua sede principale per l'Italia a Udine, mentre a Cividale del Friuli ha sede la Banca di Cividale, unico istituto bancario della regione ancora autonomo.

#### Turismo

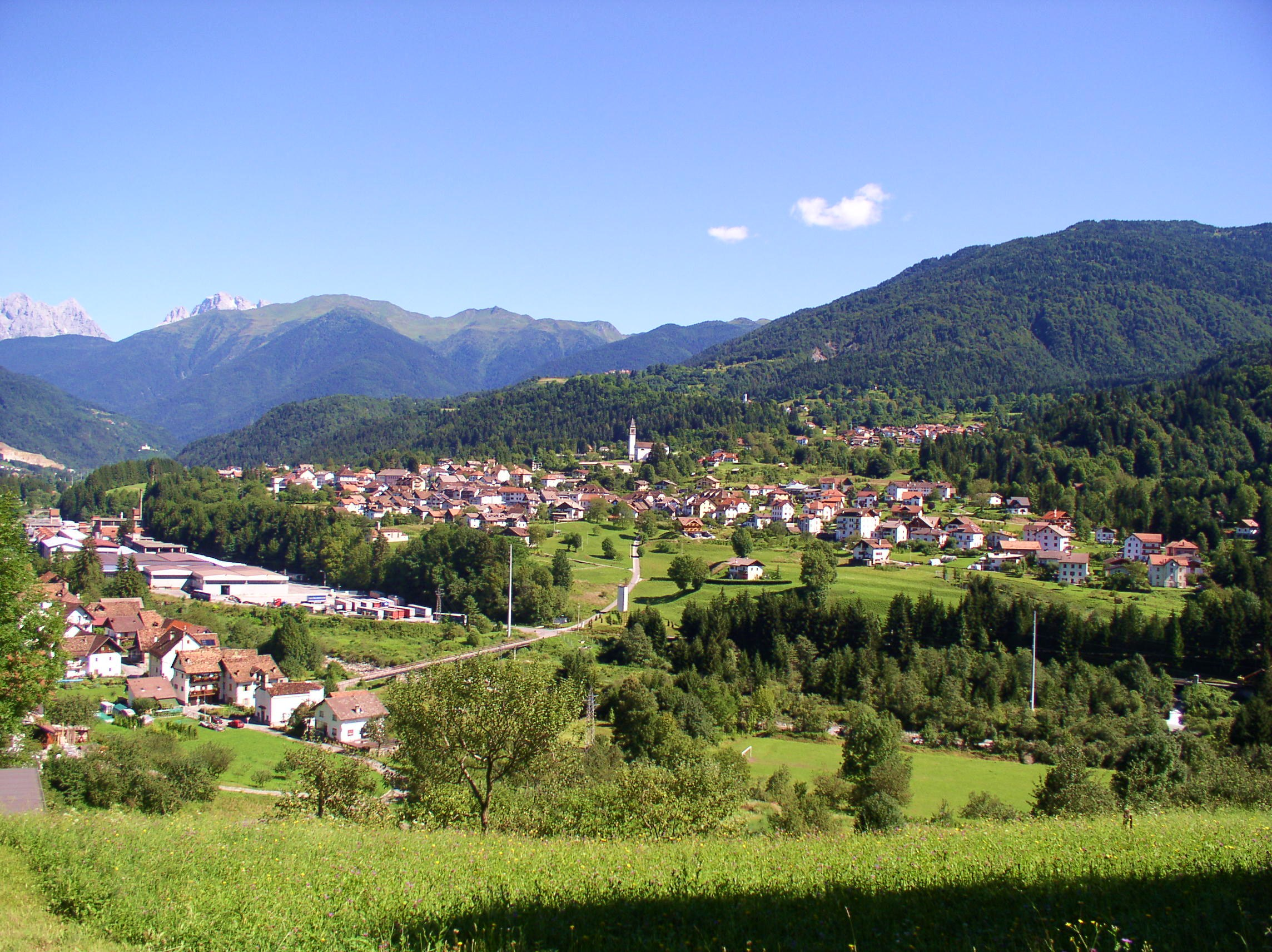
Comune di Ovaro in Carnia

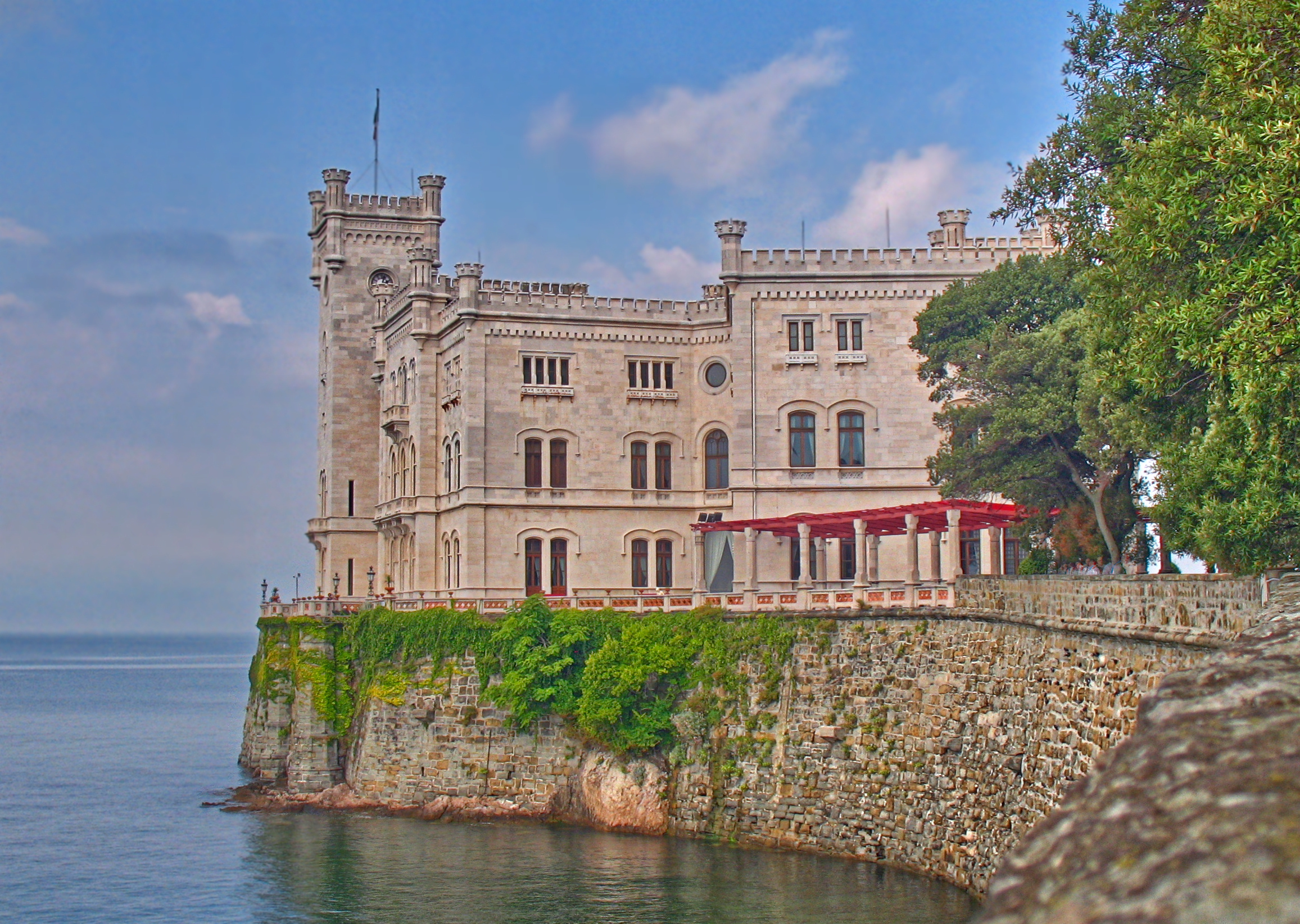
Castello di Miramare

Una voce importante dell'economia friulana è costituita dal turismo, con le località balneari di Lignano Sabbiadoro e Grado e il centro storico di Udine. Nella stagione invernale le località alpine (Forni di Sopra, Forni Avoltri, Ravascletto-Zoncolan, Paluzza e Sauris in Carnia, Tarvisio, Sella Nevea, Piancavallo, Pramollo e Claut) sono frequentate per le mete sciistiche.
Sono inoltre mete turistiche la longobarda Cividale del Friuli, il cui sito seriale “I Longobardi in Italia. I luoghi del potere (568-774 d.C.)” è iscritto nella Lista del Patrimonio Mondiale dell'UNESCO, il centro medioevale di Venzone ed il sito archeologico di epoca romana di Aquileia, i centri storici di Gorizia e di Pordenone. Dal punto di vista ambientale e naturalistico assume sempre maggiore importanza tutta la regione alpina della Carnia, il Parco Naturale Regionale delle Dolomiti Friulane, il Parco Naturale Regionale delle Prealpi Giulie e l'oasi faunistica della Laguna di Marano.
Altre località turistiche:
in provincia di Udine San Daniele del Friuli, Gemona del Friuli, Palmanova, Villa Manin, Villanova di Lusevera, Tarcento, Cervignano del Friuli, Tolmezzo e Sauris, in provincia di Gorizia Cormons, Grado, Monfalcone, il sacrario di Redipuglia e Gradisca d'Isonzo, in provincia di Pordenone Spilimbergo, Sacile, Porcia, Valvasone, San Vito al Tagliamento, Cordovado e Sesto al Réghena con la sua splendida Abbazia del XII secolo.
Negli ultimi anni il territorio di Trieste sta conoscendo crescenti interessi e valorizzazioni turistiche, con il Castello di Miramare fra i siti più visitati. Nel 2013 è stato il venticinquesimo sito statale italiano, con 241 404 visitatori.

### Area triestina

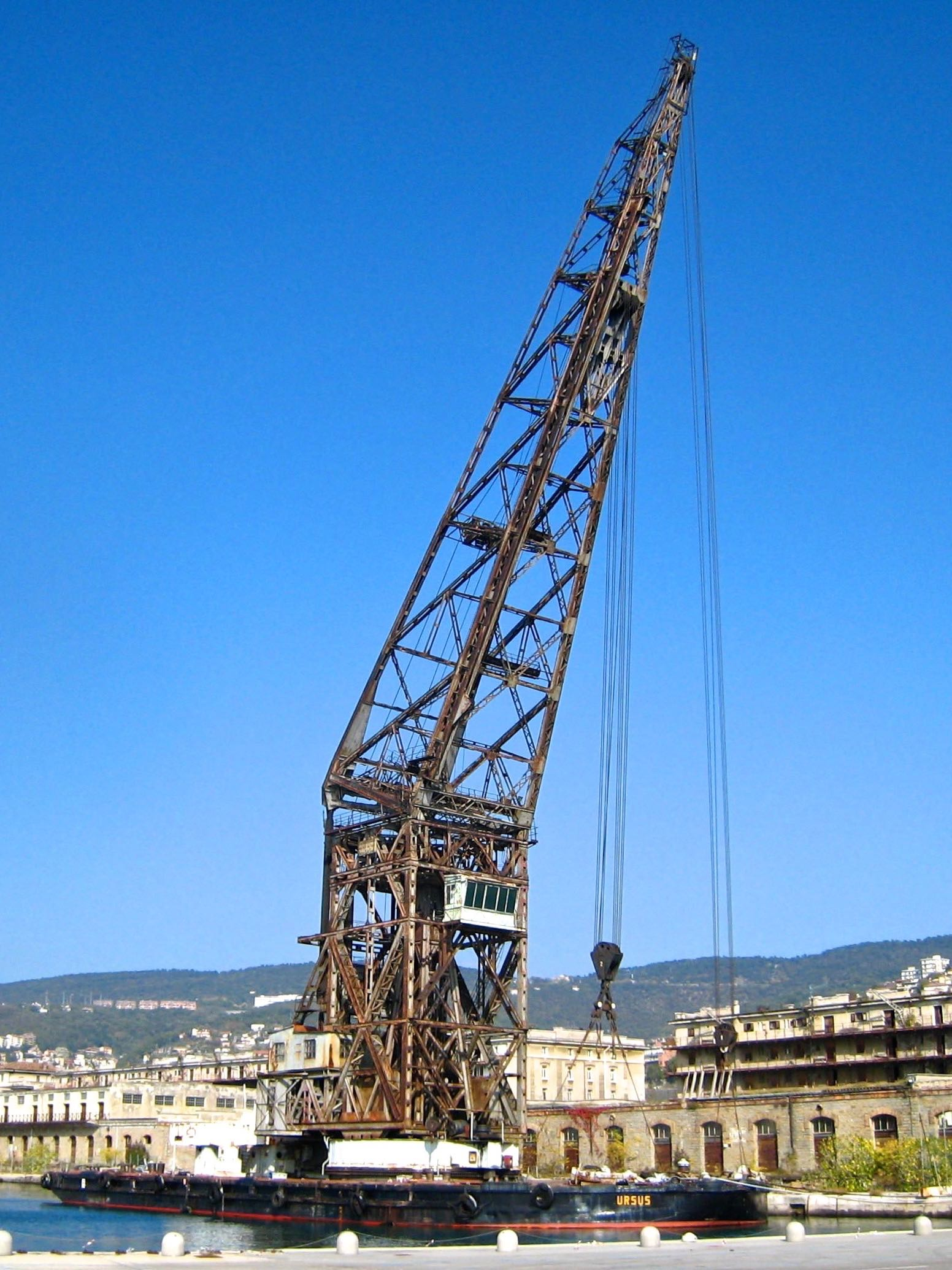
La gru "Ursus" montata su pontone a Trieste

Le attività commerciali e industriali della città sono ancora legate, anche se in misura minore rispetto al passato, al porto. Nonostante il ridimensionamento portuale sul piano economico e occupazionale (che fanno comunque del porto il primo per flusso di merci), la popolazione triestina gode di un alto tenore di vita (nel 2008 la Provincia di Trieste era seconda in Italia dopo quella di Milano) e di elevati livelli di reddito.
La città è sede di compagnie assicurative, alcune fondate a Trieste fin dal periodo Asburgico o loro eredi: come Assicurazioni Generali, Genertel, SASA Assicurazioni, Allianz (già Lloyd Adriatico e Riunione Adriatica di Sicurtà).
Nel settore dell'industria ci sono stabilimenti che trattano la metallurgia e la meccanica industriale e navale, in funzione dalla fine dell'Ottocento.
La Ferriera di Servola è un complesso industriale specializzato nella produzione di ghisa, sito a Servola, un rione di Trieste. Il complesso siderurgico si estende per 560 000 metri quadri e all'ottobre 2012 impiega direttamente circa 500 dipendenti più 300 dell'indotto.
La fabbrica macchine della Wärtsilä Italia, ex Grandi Motori Trieste, è il più grande stabilimento per la produzione di motori navali in Europa e uno dei più importanti di componenti per centrali elettriche. Lo stabilimento, in continua crescita, ha ricevuto anche delle commesse per le ricostruzioni di centrali in Iraq. Trieste è anche sede del gruppo Fincantieri (con cantieri presenti in Italia, Stati Uniti, Norvegia, Romania, Vietnam e Brasile), leader mondiale nella costruzione di navi da crociera e da supporto offshore e in ascesa nel settore della marina militare.
Grazie allo sviluppo dell'industria meccanica favorito dai numerosi cantieri navali, a partire dai primi anni del XX secolo vennero fondate anche società per la produzione di velivoli e autoveicoli, raggiungendo il massimo sviluppo a partire dal 1922, con l'insediamento di uno stabilimento della Ford e della sede legale della filiale italiana, per poi vedere chiudere le attività produttive dal 1931 in poi a causa delle pressioni della Fiat al regime fascista. Le ultime imprese attive nella produzione di autoveicoli chiusero nel secondo dopoguerra.
A Trieste si trovano anche i laboratori della Flextronics e della Telit, importanti compagnie operante nel settore delle telecomunicazioni.
Nel settore alimentare possiamo ricordare importanti società come Illy (caffè), Principe e Sfreddo (salumi), Parovel, Potocco, Pasta Zara, Stock. Sono di fondazione triestina anche la Hausbrandt (caffè) e la Dreher.
Oltre il 90% di tutte le aziende industriali e buona parte di quelle artigianali (es. Zona Artigianale Dolina) trovano la loro sede nella zona industriale sita nelle valli di Zaule e delle Noghere, a cavallo dei Comuni di Trieste, Muggia e San Dorligo della Valle, amministrata dall'EZIT.
Nel capoluogo giuliano è presente un settore avanzato della ricerca scientifica, un sincrotrone, un centro avanzato di fisica teorica, e terziario avanzato.
A Trieste c'è anche la sede dell'Italia Marittima (ex Lloyd Triestino), società nata nel 1836, una delle più antiche e longeve compagnie di navigazione del mondo.

#### Lavoro
Il tasso di disoccupazione in Friuli-Venezia Giulia risulta al 4,7% per il 2023 ed è più basso di quello nazionale, corrispondente al 7,8%.
Di seguito la tabella con il tasso di disoccupazione, sia a livello regionale che provinciale.
| Anno                         | 2019 | 2020 | 2021 | 2022 | 2023 |
| ---------------------------- | ---- | ---- | ---- | ---- | ---- |
| Friuli-Venezia Giulia (in %) | 6,2% | 5,8% | 5,8% | 5,4% | 4,7% |
| Udine (in %)                 | 6,9% | 7,1% | 6,8% | 6,3% | 5,5% |
| Gorizia (in %)               | 7,8% | 8,6% | 7,7% | 5,9% | 6,3% |
| Trieste (in %)               | 5,9% | 4,4% | 5,7% | 6,3% | 3,4% |
| Pordenone (in %)             | 4,6% | 3,3% | 3,3% | 3,1% | 3,4% |

A livello regionale il tasso di occupazione della popolazione di età compresa tra i 15 e i 64 anni aggiornato al 2023 è del 68,7% ed è sensibilmente superiore rispetto al corrispondente dato nazionale (61,5%). Di seguito sono riportati i valori dei tassi di occupazione che si registrano nelle singole province.
| Anno                         | 2019  | 2020  | 2021  | 2022  | 2023  |
| ---------------------------- | ----- | ----- | ----- | ----- | ----- |
| Friuli-Venezia Giulia (in %) | 66,6% | 66,5% | 67,4% | 68,5% | 68,7% |
| Udine (in %)                 | 65,5% | 65,5% | 66,6% | 69%   | 69,5% |
| Gorizia (in %)               | 63,8% | 62,9% | 65,1% | 65,8% | 65,5% |
| Trieste (in %)               | 68,1% | 69,8% | 69,7% | 69,8% | 71,5% |
| Pordenone (in %)             | 68,5% | 67,5% | 68%   | 68%   | 67%   |

#### Dati economici
Di seguito la tabella che riporta il PIL ed il PIL procapite prodotto nel Friuli-Venezia Giulia dal 2000 al 2006:
|                                                 | 2000     | 2001     | 2002     | 2003     | 2004     | 2005     | 2006     |
| ----------------------------------------------- | -------- | -------- | -------- | -------- | -------- | -------- | -------- |
| Prodotto interno lordo (in milioni di euro)     | 27 255,0 | 28 908,9 | 29 938,7 | 30 384,4 | 31 411,3 | 32 739,2 | 34 306,3 |
| PIL ai prezzi di mercato per abitante (in euro) | 23 101,4 | 24 449,3 | 25 209,4 | 25 428,4 | 26 143,4 | 27 135,7 | 28 342,9 |

Di seguito la classifica dei quattro comuni capoluogo di provincia per reddito imponibile medio ai fini Irpef (dati 2010, valori in euro)
e la relativa posizione a livello nazionale:
| Comune capoluogo | Reddito pro-capite | Posizione nazionale |
| ---------------- | ------------------ | ------------------- |
| Udine            | 27241 €            | 22                  |
| Pordenone        | 25985 €            | 33                  |
| Trieste          | 24962 €            | 47                  |
| Gorizia          | 23520 €            | 79                  |

Nel 2004 la regione Friuli-Venezia Giulia si è collocata al quindicesimo posto nella classifica del reddito pro capite di tutte le regioni dell'Unione europea.
Di seguito la tabella che riporta il PIL, prodotto in Friuli-Venezia Giulia ai prezzi correnti di mercato nel 2006, espresso in milioni di euro, suddiviso tra le principali macro-attività economiche:
| Macro-attività economica                                                         | PIL prodotto | % settore su PIL regionale | % settore su PIL italiano |
| -------------------------------------------------------------------------------- | ------------ | -------------------------- | ------------------------- |
| Agricoltura, silvicoltura, pesca                                                 | 487,6 €      | 1,42%                      | 1,84%                     |
| Industria in senso stretto                                                       | 6638,2 €     | 19,35%                     | 18,30%                    |
| Costruzioni                                                                      | 1355,7 €     | 3,95%                      | 5,41%                     |
| Commercio, riparazioni, alberghi e ristoranti, trasporti e comunicazioni         | 6882,1 €     | 20,06%                     | 20,54%                    |
| Intermediazione monetaria e finanziaria; attività immobiliari ed imprenditoriali | 8496,2 €     | 24,77%                     | 24,17%                    |
| Altre attività di servizi                                                        | 6861,4 €     | 20,00%                     | 18,97%                    |
| Iva, imposte indirette nette sui prodotti e imposte sulle importazioni           | 3585,0 €     | 10,45%                     | 10,76%                    |
| PIL Friuli Venezia Giulia ai prezzi di mercato                                   | 34306,3 €    |                            |                           |

Gli arrivi turistici nel 2007 sono stati di 1 126 493 italiani e 792 526 stranieri.

#### Industria
L'industrializzazione del Friuli-Venezia Giulia iniziò con lo sviluppo del settore dell'industria di base, con pochi grandi impianti, concentrata sulla costa. L'industria pesante è oggi in fase di assestamento con punte di rilievo nel settore metallurgico e navale. Notevole è stato lo sviluppo dell'azienda manifatturiera medio-piccola, a struttura generalmente familiare, derivante dall'esperienza dell'artigianato e diffusa in ogni parte della regione. È fiorente ormai in molti settori, come quello meccanico, soprattutto a Pordenone, quello tessile e quello dell'arredamento. In provincia di Udine, soprattutto nell'entroterra udinese, ha grande peso il settore terziario che rappresenta circa due terzi dell'occupazione totale. Presenti numerosi centri commerciali e centri di distribuzione, concentrati soprattutto a nord di Udine e nel Monfalconese. Le industrie pesanti, un tempo presenti nel capoluogo friulano (acciaierie Bertoli, SAFAU) si sono trasferite nell'hinterland udinese (ABS di Cargnacco) oppure lontano dal capoluogo (Danieli di Buttrio e Pittini di Osoppo). Particolare impulso all'industria manifatturiera è stato dato dall'istituzione dei distretti industriali (distretto della sedia a Manzano, distretto del mobile a Brugnera, i prosciuttifici di San Daniele del Friuli.

## Infrastrutture e trasporti

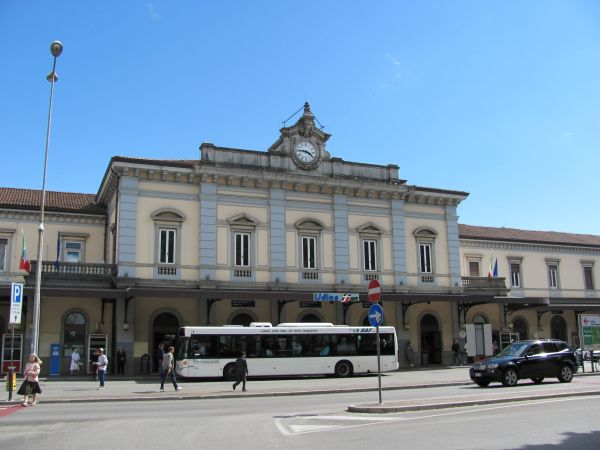
Stazione ferroviaria di Udine

Il sistema infrastrutturale del Friuli-Venezia Giulia consiste di linee ferroviarie, aeroportuali, autostradali, stradali e marittime. La rete ferroviaria si compone di 466 km di linee; 17 sono le principali stazioni, classificate come platinum, gold e silver. La regione è percorsa da due importanti direttrici internazionali:
- direttrice Adriatica (Austria–Italia meridionale)
- direttrice est-ovest (Barcellona–Pianura Padana–Trieste–Lubiana–Budapest–Kiev)[69].

La principale stazione ferroviaria del Friuli è la stazione di Udine, da cui si diramano le linee per Venezia, Trieste, Tarvisio e Cividale del Friuli.
La principale stazione del capoluogo è la stazione di Trieste Centrale, terminale per le linee da Venezia e Tarvisio-Udine. La stazione terminale per le linee dalla Slovenia è invece la stazione di Villa Opicina.
Di recente è stata costituita la stazione di Trieste Airport a servizio dell'aeroporto omonimo e della Piattaforma Intermodale Regionale di Ronchi dei Legionari.
Il servizio aeroportuale conta due aeroporti, uno civile e uno militare. Gli aeroporti civili sono quello internazionale di Trieste e quello militare di Udine-Campoformido.

## Cultura e turismo
In regione sono presenti impianti sciistici, come quelli di Piancavallo, di Forni di Sopra, di Ravascletto, di Pramollo, del Tarvisiano, di Sella Nevea, di Sappada e località balneari come Lignano Sabbiadoro e Grado.

### Città d'arte

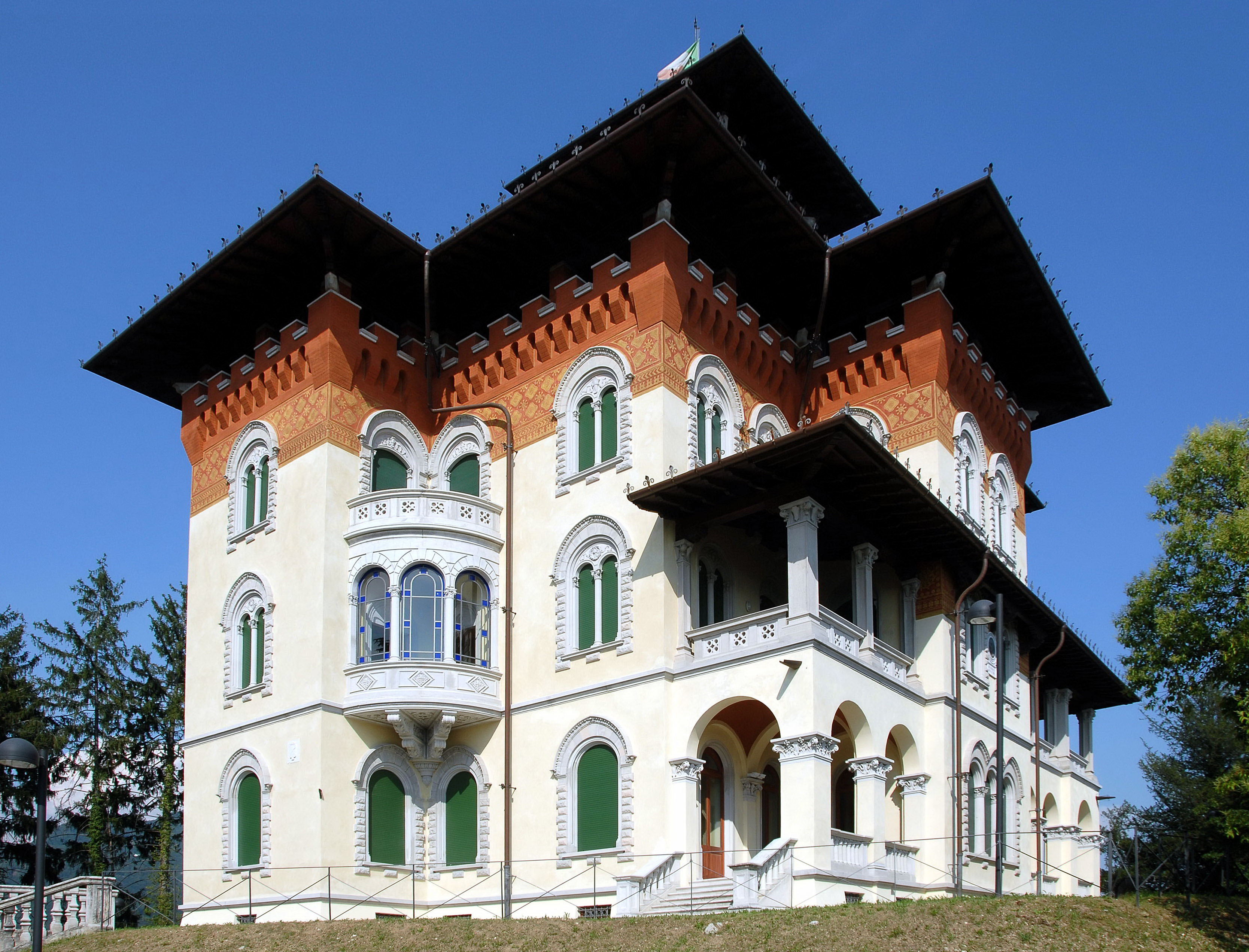
Tarcento, villa Moretti

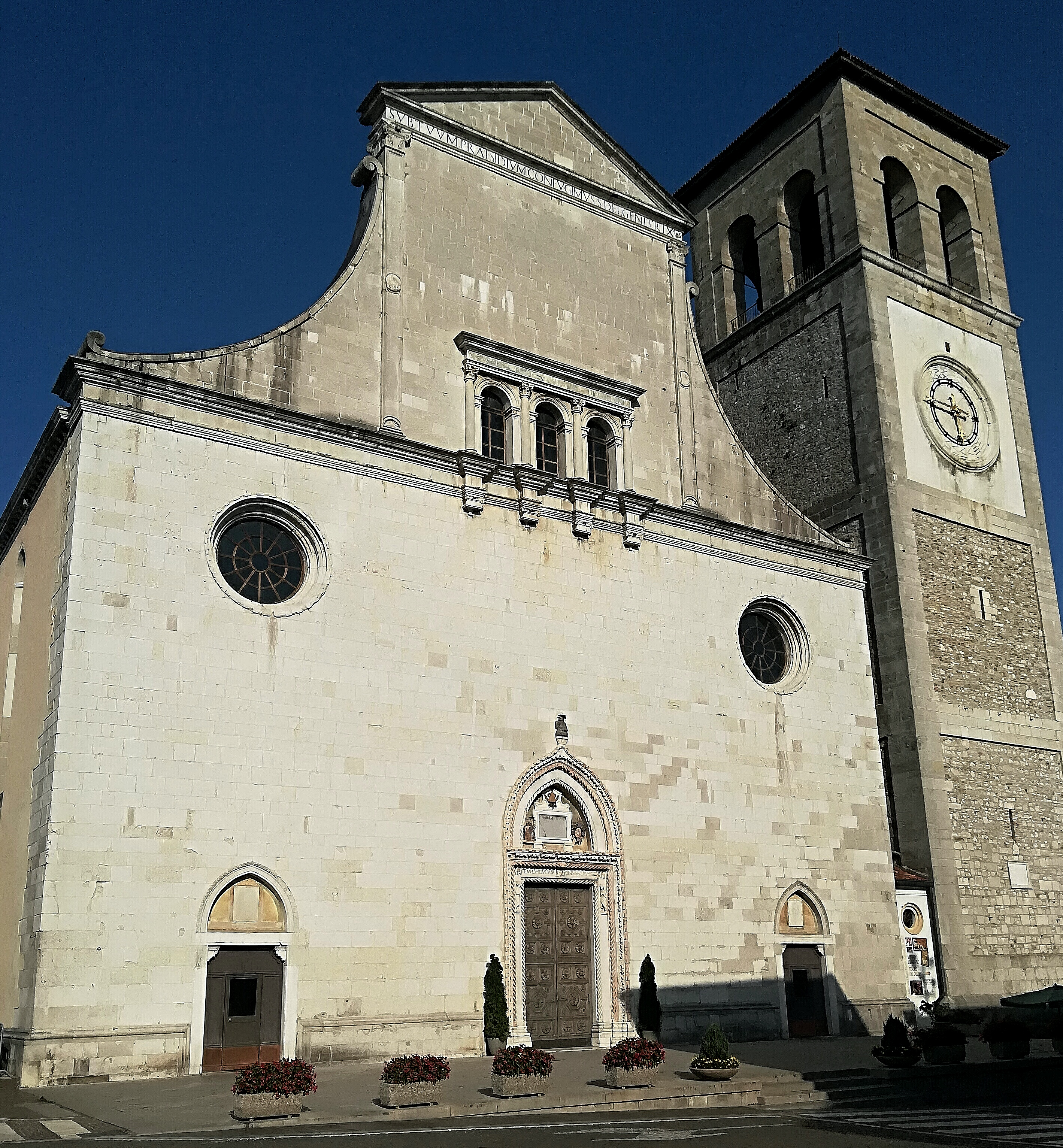
Cividale del Friuli, duomo di Santa Maria Assunta

- Aquileia
- Cervignano del Friuli
- Codroipo
- Passariano Villa Manin
- Cividale del Friuli
- Cordovado
- Cormons
- Duino-Aurisina
- Gemona del Friuli
- Gorizia
- Gradisca d'Isonzo
- Grado
- Latisana
- Monfalcone
- Muggia
- Palmanova
- Porcia
- Pordenone
- San Vito al Tagliamento
- Sesto al Reghena
- Tarcento
- Tarvisio
- Tolmezzo
- Trieste
- Udine
- Sacile
- Spilimbergo
- San Daniele del Friuli
- Valvasone
- Venzone

### Terme

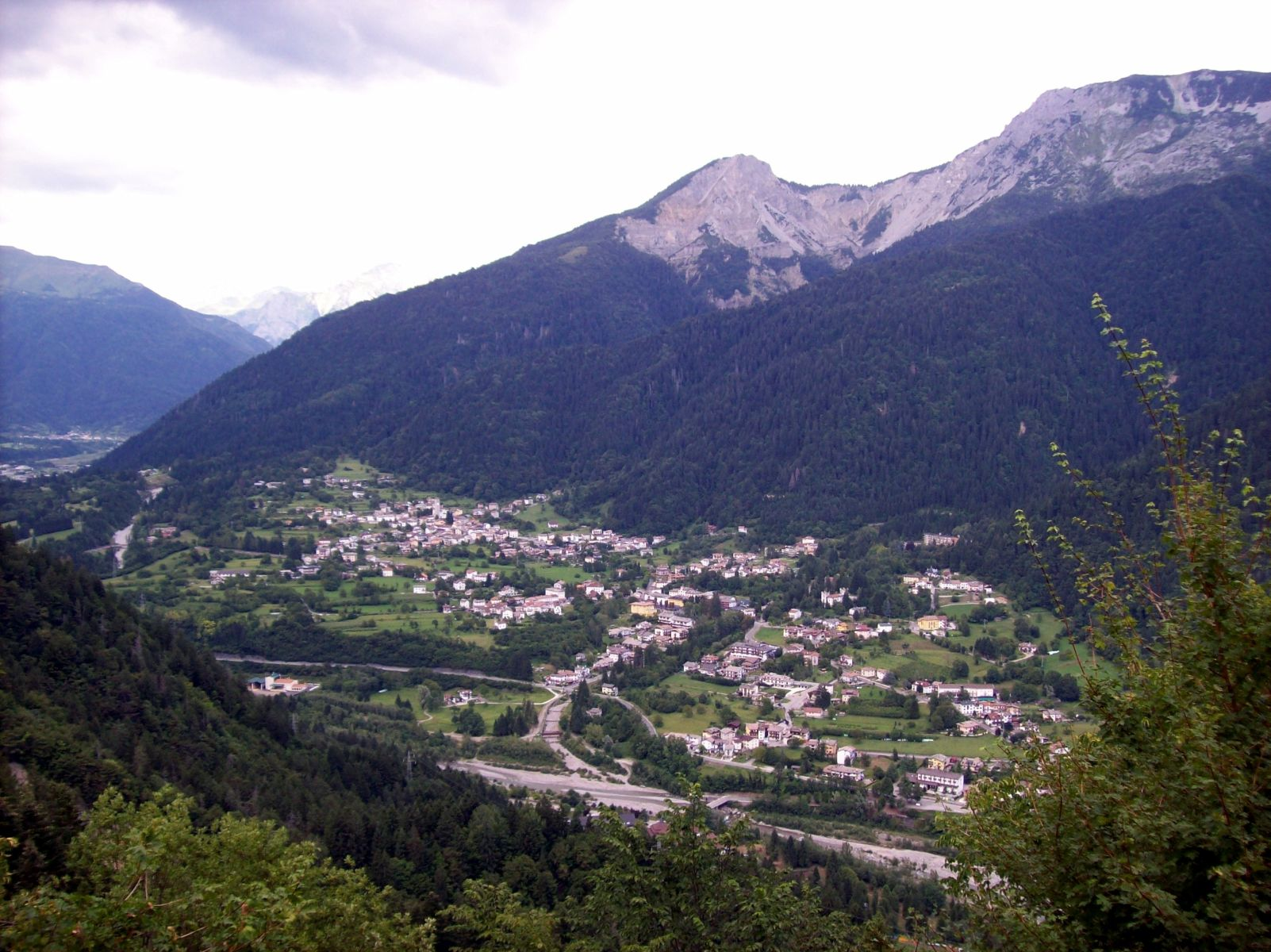
Arta Terme

- Terme di Arta, a Arta Terme, 400 m s.l.m., è attivo un centro termale dal quale sgorga l'acqua minerale "pudia" (acqua solfato-calcico-magnesiaca-sulfurea termale) conosciuta ed utilizzata fin dall'antichità, a una temperatura di 9 °C. Nello stabilimento viene esercitata la cura idropinica, la fangoterapia, la balneoterapia e cure inalatorie con aerosol, nebulizzazione e insufflazione;
- Terme Marine di Grado, a Grado, apprezzate già ai tempi dell'impero austro-ungarico. Utilizzano l'acqua di mare nei trattamenti di riabilitazione, idroterapici estetici e di bellezza;
- Terme Romane di Monfalcone, a Monfalcone. Utilizzano una fonte geotermica salso sulfurea a 39 gradi curativa nei trattamenti termali e percorsi di bellezza.
- Terme a Lignano.

### Musei
- Museo storico della Grande Guerra "La Zona Carnia nella Grande Guerra 1915-1918" a Timau di Paluzza; una delle migliori esposizioni sulla prima guerra mondiale in Friuli-Venezia Giulia.
- Museo carnico delle arti popolari "Michele Gortani" a Tolmezzo. Attualmente ospitato nel secentesco Palazzo Campeis. L'esposizione coinvolge tutti gli aspetti della vita e delle tradizioni della Carnia nell'arco temporale XIV - XIX secolo.
- Museo "La Mozartina", a Paularo, del Maestro Giovanni Canciani (1936-2018) (autore dell'inno al FVG "Decima Regio", citato nel libro "Inni nazionali del mondo" di Paolo Petronio ed attualmente in fase di ufficializzazione da parte della giunta regionale), ospitato nel palazzo settecentesco "Scala". Percorso espositivo di strumenti musicali d'epoca, tutti restaurati, funzionanti e suonabili dai visitatori che lo sappiano fare. Trattasi di un Museo del "Suono", come amava dire il suo creatore. Ingresso libero su prenotazione.[72][73]

### Sacrari e cimiteri militari
- Cimitero militare austro-ungarico - Fogliano Redipuglia (14 550 caduti)
- Cimitero militare britannico di Udine - Tavagnacco, località Adegliacco (415 caduti di nazionalità inglese, australiana, neozelandese e sudafricana)Cimitero militare britannico a Tavagnacco località Adegliacco

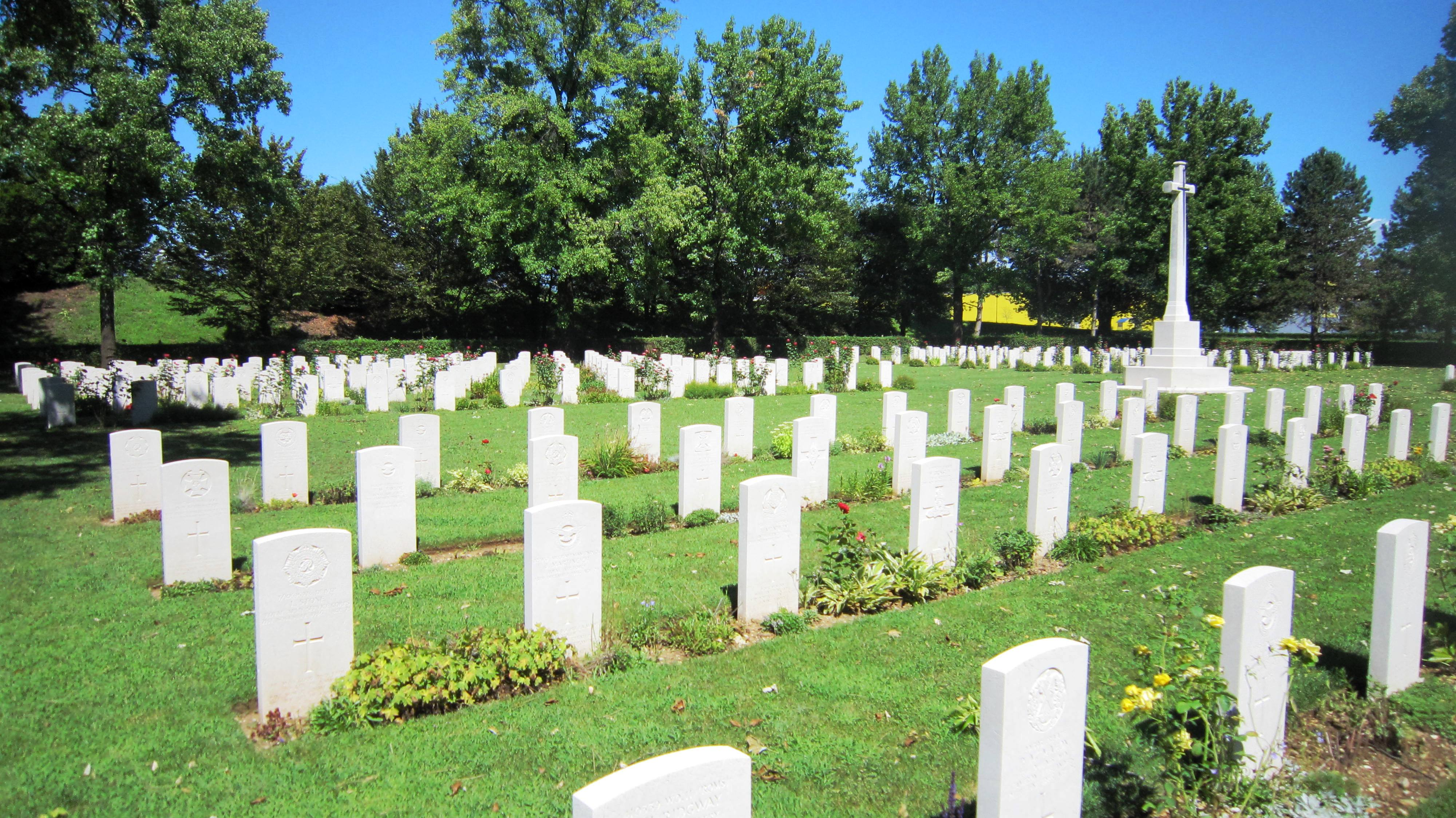
Cimitero militare britannico a Tavagnacco località Adegliacco

- Cimitero militare - Aquileia (accoglie 214 caduti nella prima guerra mondiale)
- Cimitero militare austro-ungarico - Palmanova (accoglie 4 000 caduti di cui 1 300 senza nome)
- Sacrario militare Redipuglia - Redipuglia (40 000 caduti più due tombe comuni che custodiscono 60 000 caduti senza nome)
- Sacrario militare cinta medioevale - Tarvisio (12 carabinieri caduti nel secondo conflitto mondiale nell'eccidio di Malga Bala)
- Monumento militare e Ossario - Gorizia, località Oslavia (50 000 caduti)
- Tempio Ossario di Timau - Paluzza, località Timau (1 763 caduti dei quali 298 italiani e 65 austro-ungarici)

## Enogastronomia

### Cucina

Formaggio Montasio
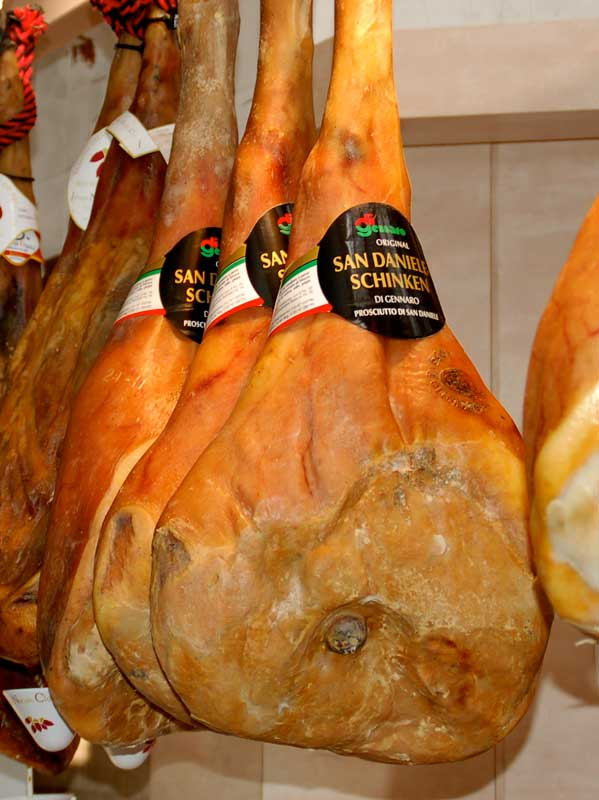
Prosciutti di San Daniele
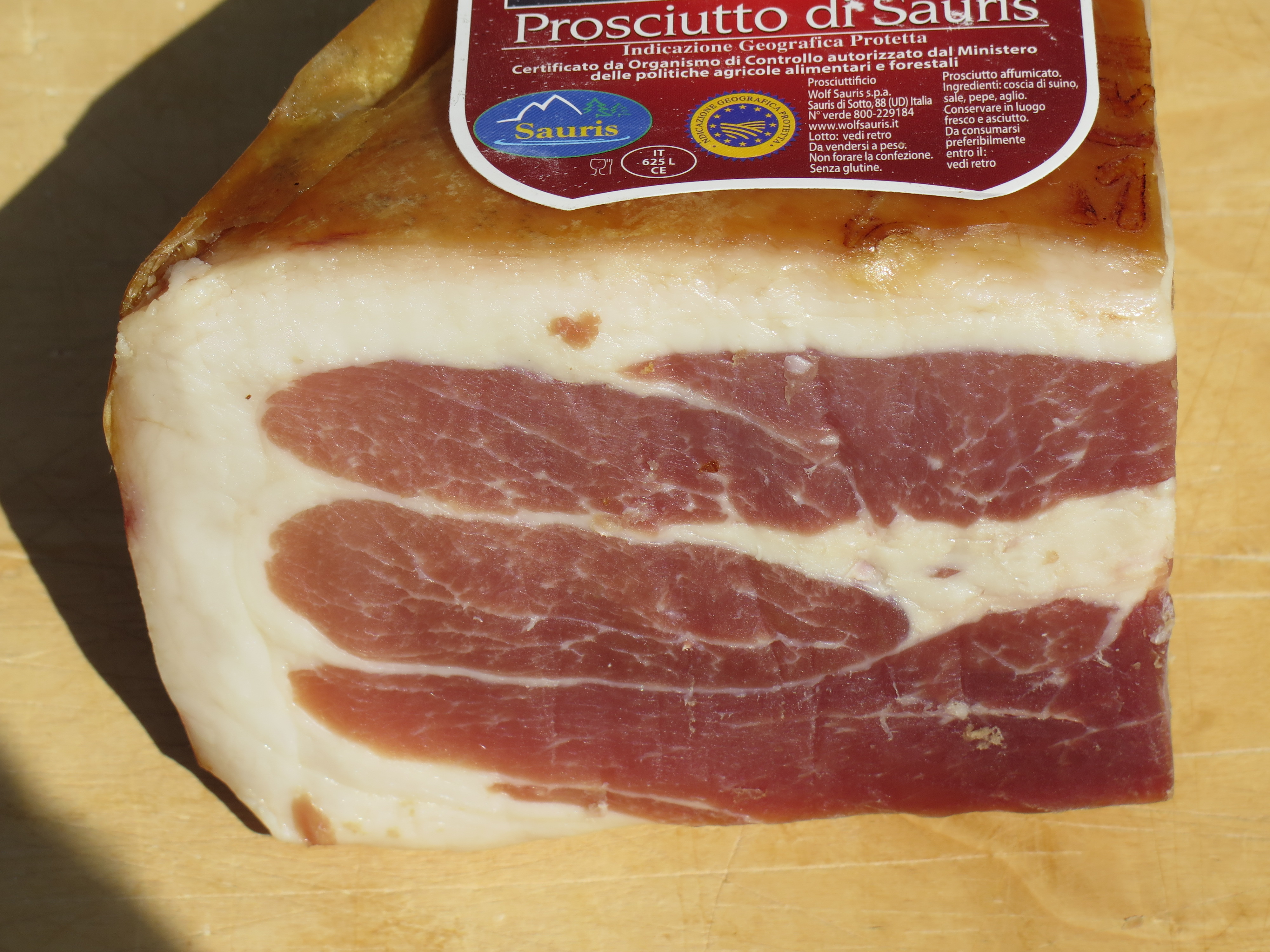
Prosciutto crudo di Sauris
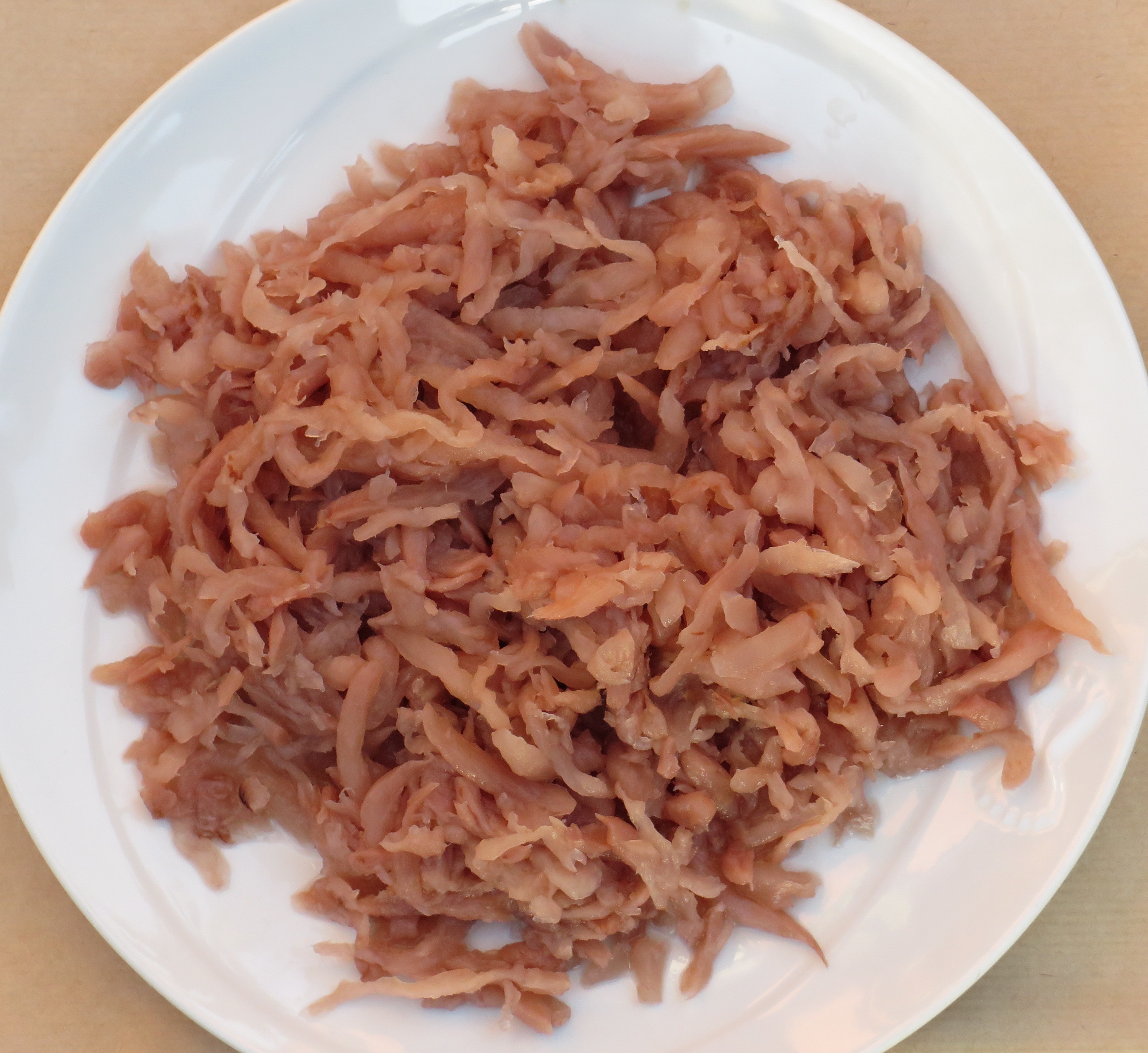
Brovada
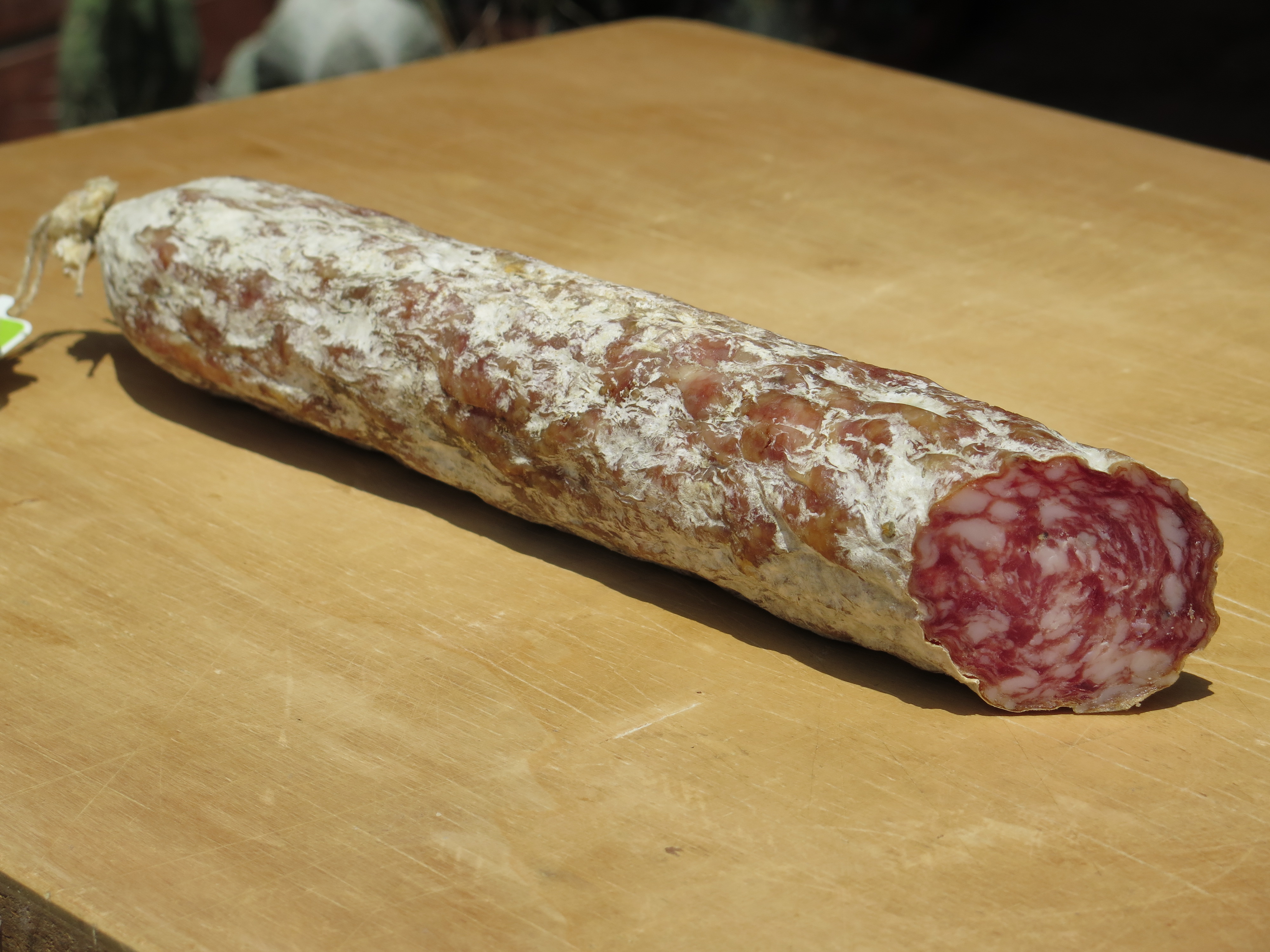
Salame friulano
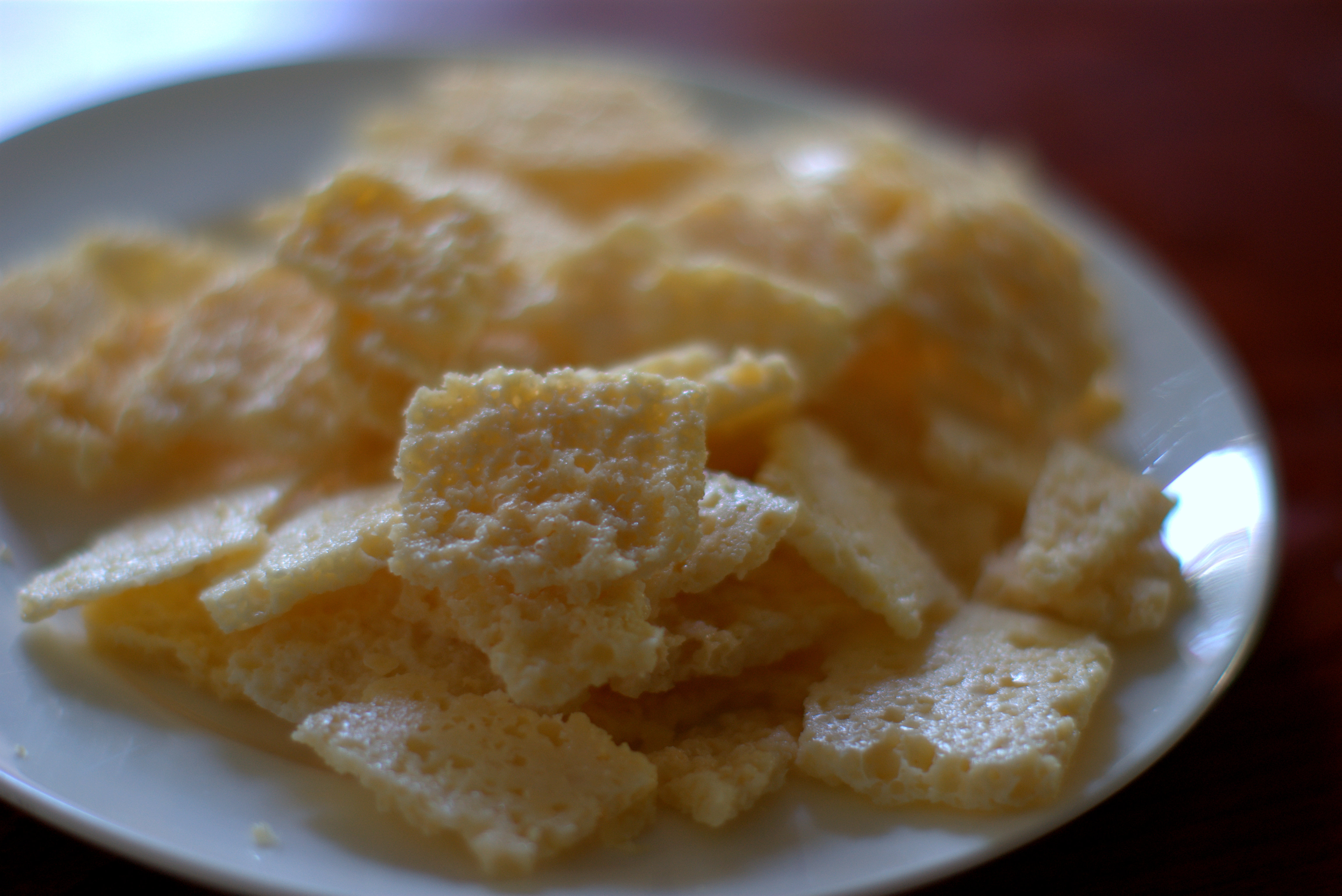
Frico
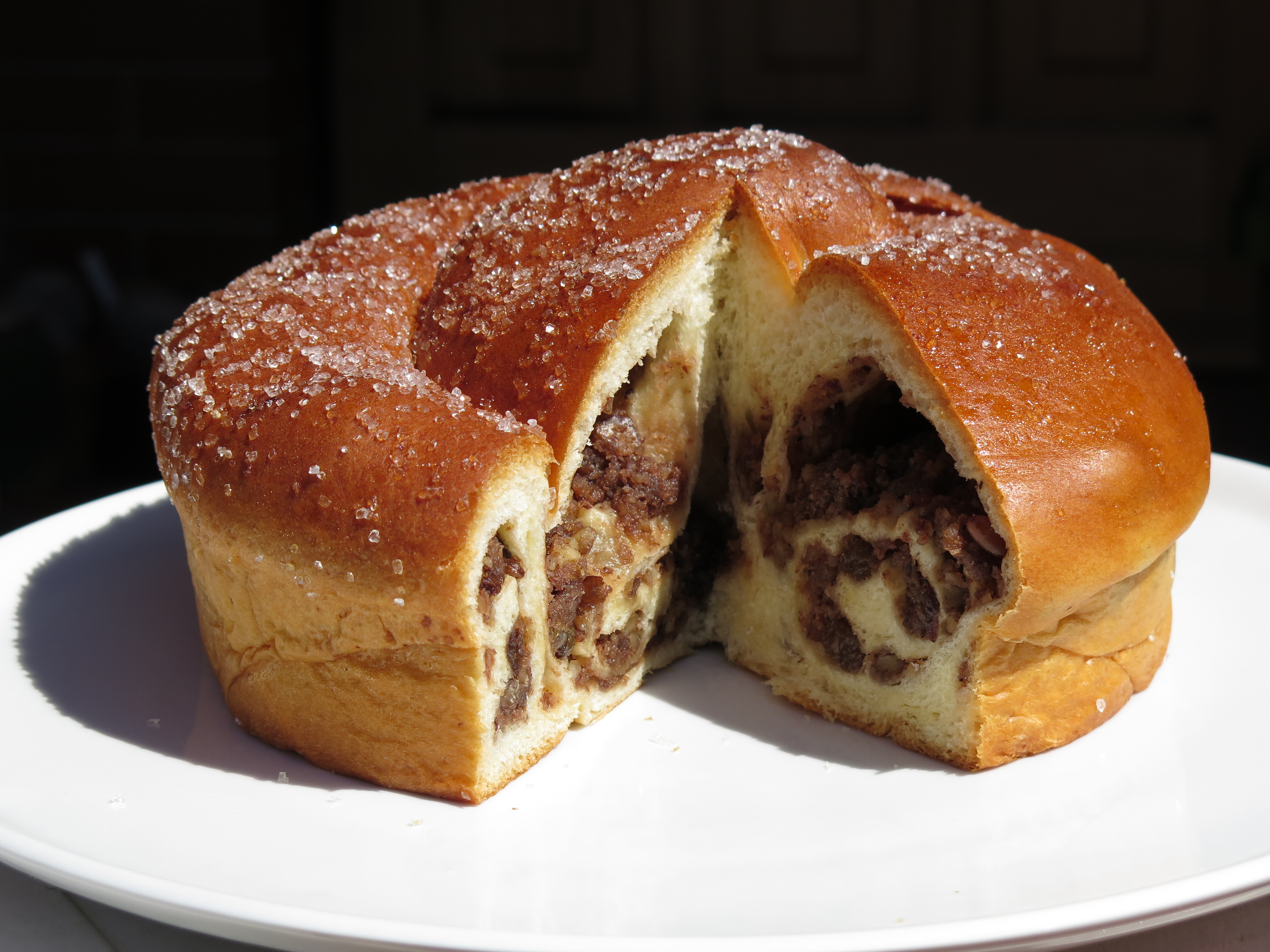
Gubana delle Valli del Natisone
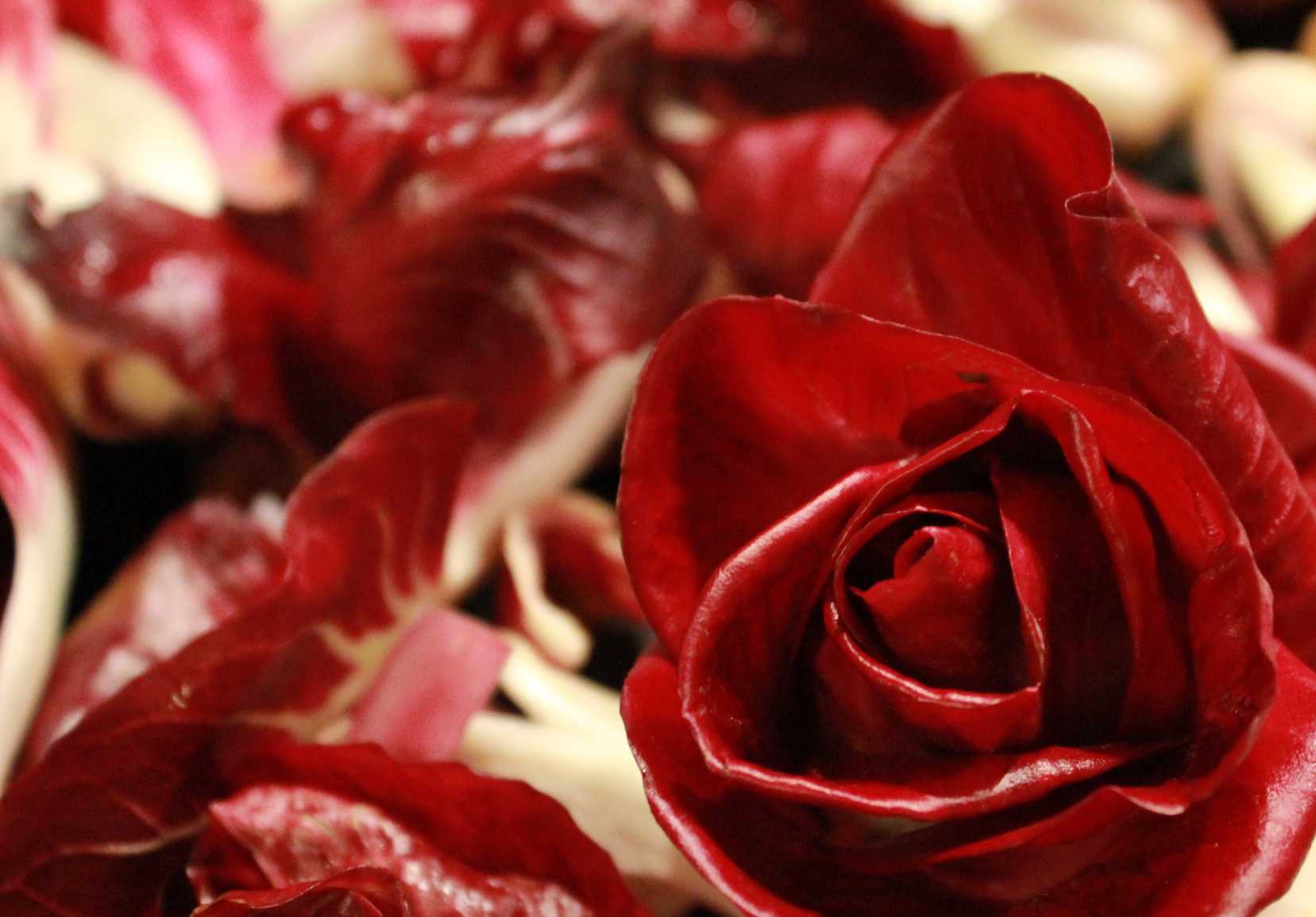
La Rosa di Gorizia è una varietà locale di radicchio tipica della zona di Gorizia
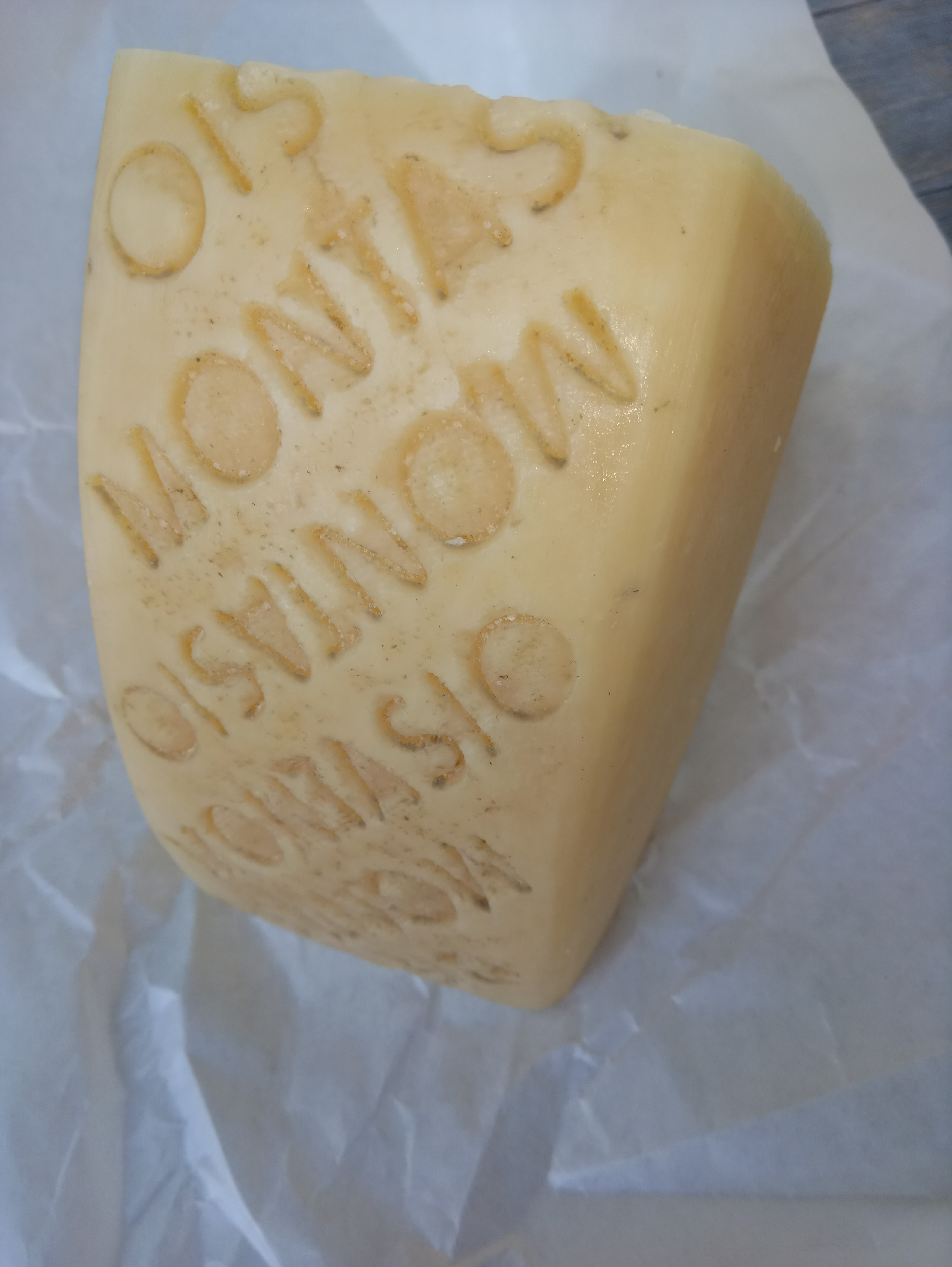
Formaggio Montasio

Il panorama gastronomico riflette le diverse componenti del Friuli-Venezia Giulia, riuscendo anche a operare sintesi come nel Goriziano o a Trieste, dove la cucina fonde in tre uniche culture italiana, slava e germanica ed in certi casi anche greche ed ebraiche.
Tra i prodotti e i piatti tipici della regione troviamo:

### Vini
Plinio il Vecchio narra che l'imperatrice Giulia Augusta "mise in conto al vino Pucino (“Nasce nel seno del mare Adriatico non lontano dalla sorgente del Timavo, su un colle sassoso; il soffio del mare ne cuoce poche anfore, medicamento che è superiore ad ogni altro. […] La vite del Pucino è di colore nerissimo. I vini de Pucino cuociono nel sasso”) gli 86 anni di vita raggiunti, non bevendone altro". Erede del Pucinum, vino rosso e denso che Aquileia esportava in tutto l'impero, sarebbe il Refosco, un rosso robusto e ricchissimo di sali minerali. La civiltà della vita e del vino è una costante nel tempo in Friuli-Venezia Giulia che oggi si esprime in una produzione qualitivamente altissima suddivisa in 10 zone Doc e 3 zone DOCG, sostenuta da iniziative che mirano a diffondere la conoscenza e a sottolineare il valore, non solo economico.
- Friulano
- Friuli Annia Refosco dal peduncolo rosso
- Friuli Isonzo Verduzzo friulano
- Friuli Annia Verduzzo friulano
- Ramandolo
- Picolit
- Schioppettino
- Ribolla gialla
- Prosecco
- Malvasia
- Terano
- Vitovska

## Media

### Quotidiani
- Il Piccolo
- Primorski dnevnik
- Messaggero Veneto

### Periodici
- Carnia Alpina
- Giro (rivista turistica)
- Il Friuli
- Novi Matajur
- Dom
- La Vita Cattolica
- Novi Glas

### Radio
Di servizio pubblico
- Rai Radio 1 L'Ora della Venezia Giulia
- Rai Radio Trst A

#### Comunitarie
- Radio Fragola
- Radio Onde Furlane
- Radio Paularo

#### Commerciali
- Radio Attività
- Radio Diffusione Europea
- Radio Invidia
- Radio Gioconda
- Radio NordEst
- Radio Punto Zero
- Radio Romantica
- Radio Spazio
- Radio Studio Nord
- Radio Nuova Trieste
- Radio Vasco
- Tirradio
- Radio Tausia (webradio)

### Televisione
- Rai Friuli-Venezia Giulia
- Rai 3 BIS FJK
- Tele Alto But
- Telequattro
- Telefriuli
- Telepordenone
- VTC Video Tele Carnia

## Sport

### Piste sci di fondo
- Cimolais - pista sintetica
- Claut - pista Despolei
- Piancavallo - area Roncjade
- Enemonzo - pista Gir di Clap Forat
- Forni di Sopra - pista Tagliamento
- Forni di Sotto - pista Tredolo
- Lauco - pista Porteral
- Sauris di Sopra - pista Plotze
- Sauris di Sotto - pista Untervelt
- Sella Chianzutan - pista Sella Chianzutan
- Sutrio - pista Suart
- Pradibosco - centro fondo Pian di Casa
- Timau di Paluzza - centro fondo Laghetti
- Piani di Luzza - Carnia Arena International Biathlon Centro
- Camporosso - piana di Camporosso
- Malborghetto Valbruna - piana Valbruna
- Passo Pramollo - pista Laghetto
- Tarvisio - arena Paruzzi e piana dell'Angelo
- Sella Nevea - pista Prevala
- Val Gleris - pista Val Gleris
- Val Saisera - pista Bassa Saisera e pista Alta Saisera
- Tanamea - pista Plan dei Ciclamini
- Sappada